# Chiesa di Santa Maria della Strada (Matrice)
La chiesa di Santa Maria della Strada è una chiesa medievale posta nelle campagne a nord dell'abitato di Matrice, in provincia di Campobasso; per qualche secolo fu sede di un'abbazia benedettina. L'edificio viene generalmente ritenuto una delle realizzazioni più significative dell'arte romanica in Molise, per via delle sue qualità architettoniche nonché del complesso e controverso programma decorativo che orna le sue pareti esterne.

## Storia

### Le origini

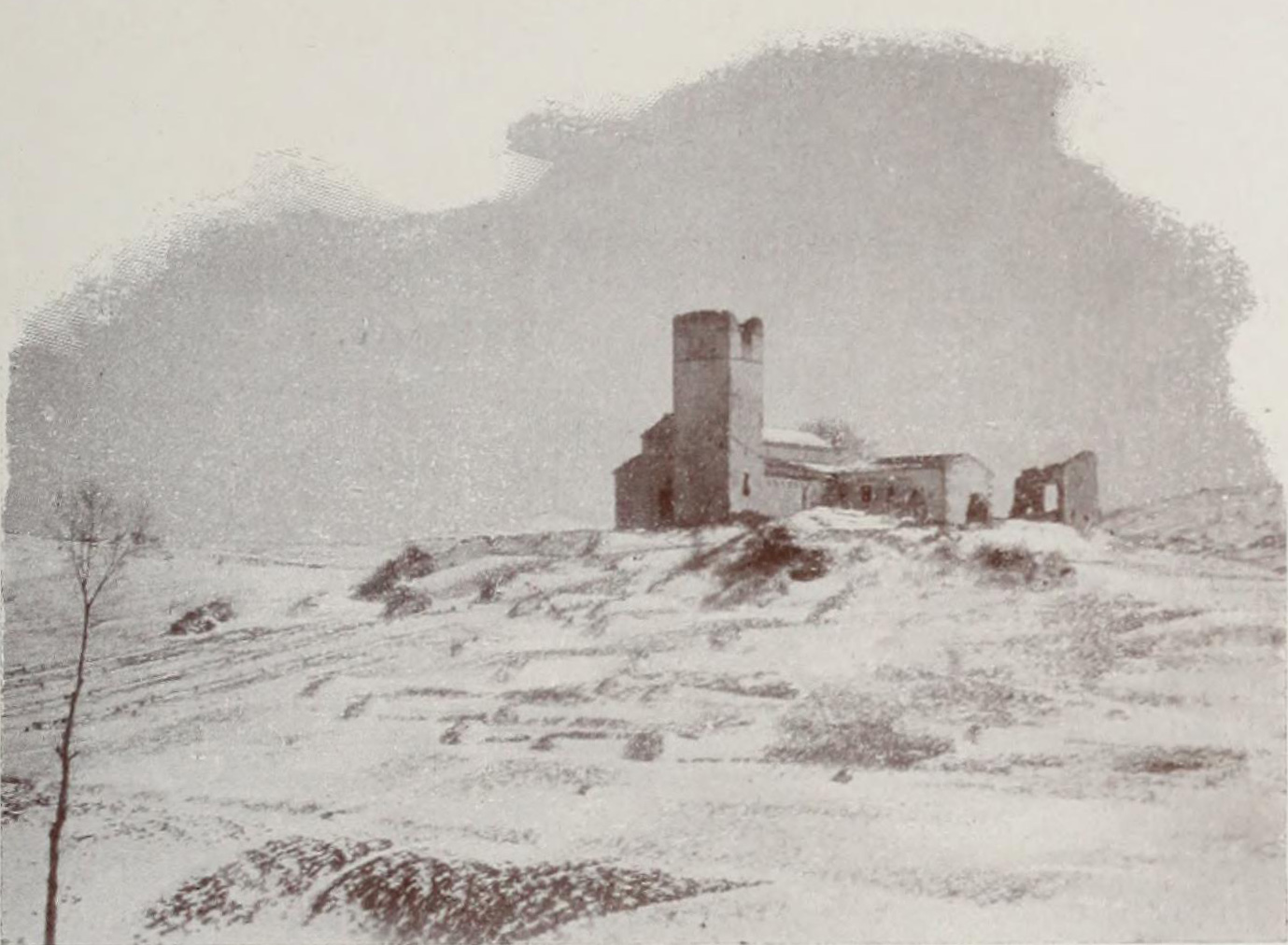
Vista del complesso fra la fine del XIX e l'inizio del XX secolo

Una questione irrisolta sulla chiesa è il motivo della denominazione Sancta Maria de Strata. L'edificio non sembra trovarsi lungo direttrici importanti, almeno nell'assetto viario attuale, ed è stato supposto che con quella specificazione ci si potesse riferire a un braccio di tratturo che collega Matrice a Petrella Tifernina confluendo poi nella rete tratturale principale (il tratturo Celano-Foggia); oppure che si tratti di una bretella stradale di età romana che collegava la viabilità dell'entroterra sannitico con quella costiera. In alternativa, viene ipotizzato anche che il nome non si riferisca a una strada specifica ma piuttosto richiami la Madonna Odigitria, interpretata in senso letterale come protettrice e guida del fedele viandante.
Un altro interrogativo aperto riguarda le origini della fondazione religiosa. Il castrum di Santa Maria della Strada viene citato in una pergamena, datata agosto 1039, che stabilisce i confini del territorio di Montagano: si tratterebbe di una concessione dei prìncipi beneventani Pandolfo III e Landolfo VI a favore di alcuni abitanti del luogo. Ciò implicherebbe che in tale anno l'abbazia era già esistente e ben avviata; tuttavia le caratteristiche della grafia spingono a datare il manoscritto a non prima del tardo XII secolo, e non è semplice chiarire se si tratta di una copia fedele di un originale perduto, o piuttosto di un falso.
Più solida è l'informazione secondo cui nel 1148 la chiesa fu consacrata da Pietro, arcivescovo di Benevento (il cui territorio controllato comprendeva questa zona), alla presenza dei vescovi di Vulturara, Civitate e Boiano. Se ne parla in un atto con cui Gerardo de Fay, signore di Jelsi, coglieva l'occasione della visita dell'arcivescovo per riconsegnare all'autorità di Pietro una chiesa che aveva acquisito indebitamente. Nel 1153 compare esplicitamente anche l'abbazia di cui la chiesa era parte, nella lista stilata da papa Anastasio IV per chiarire la giurisdizione dell'arcivescovo Pietro; e di nuovo nel 1157, in una simile bolla emessa da papa Adriano IV per Enrico, successore di Pietro. Il nome di un abate, Landolfo, era leggibile nel pavimento della chiesa a metà del XIX secolo, e qualche ipotesi vuole che si trattasse del primo abate di Santa Maria nella Strada. Un altro, Nazzario, è menzionato nel 1176 perché intervenuto a dirimere una lite.
L'abbazia di Santa Maria della Strada si trovava in un'area al limite fra le sfere d'influenza dell'abbazia di Montecassino e quella di Santa Sofia di Benevento; tuttavia, le affermazioni che vogliono il cenobio dipendente dall'una o dall'altra sono congetture non supportate da evidenze documentarie. È poco chiaro perché alla fine del XIII secolo si usi l'espressione "monasterium Casinensis" alludendo a Santa Maria della Strada; ma potrebbe anche significare, semplicemente, che l'abbazia di Matrice abbia preso dai cassinesi la sua regola, o che i suoi primi monaci si siano distaccati appunto da Montecassino; con questo non si esclude che si sia trattato di una fondazione indipendente, fatto salvo il controllo arcivescovile.
Attorno all'abbazia si formò un casale, ovvero un villaggio popolato dai contadini che si posero alle dipendenze dei monaci, probabilmente attratti da prospettive di maggiore tranquillità e tutela. Sicuramente l'abbazia e il casale, durante le dominazioni normanna, sveva e angioina sul Regno di Sicilia, erano parte del feudo di Matrice. Il nome di Roberto Avalerio, signore di tale castello al momento della consacrazione della chiesa, si legge scolpito sulla fontanella situata nelle adiacenze di quest'ultima: è opinione diffusa che egli abbia donato il terreno per la fondazione dell'abbazia.

### L'abbazia e le controversie feudali

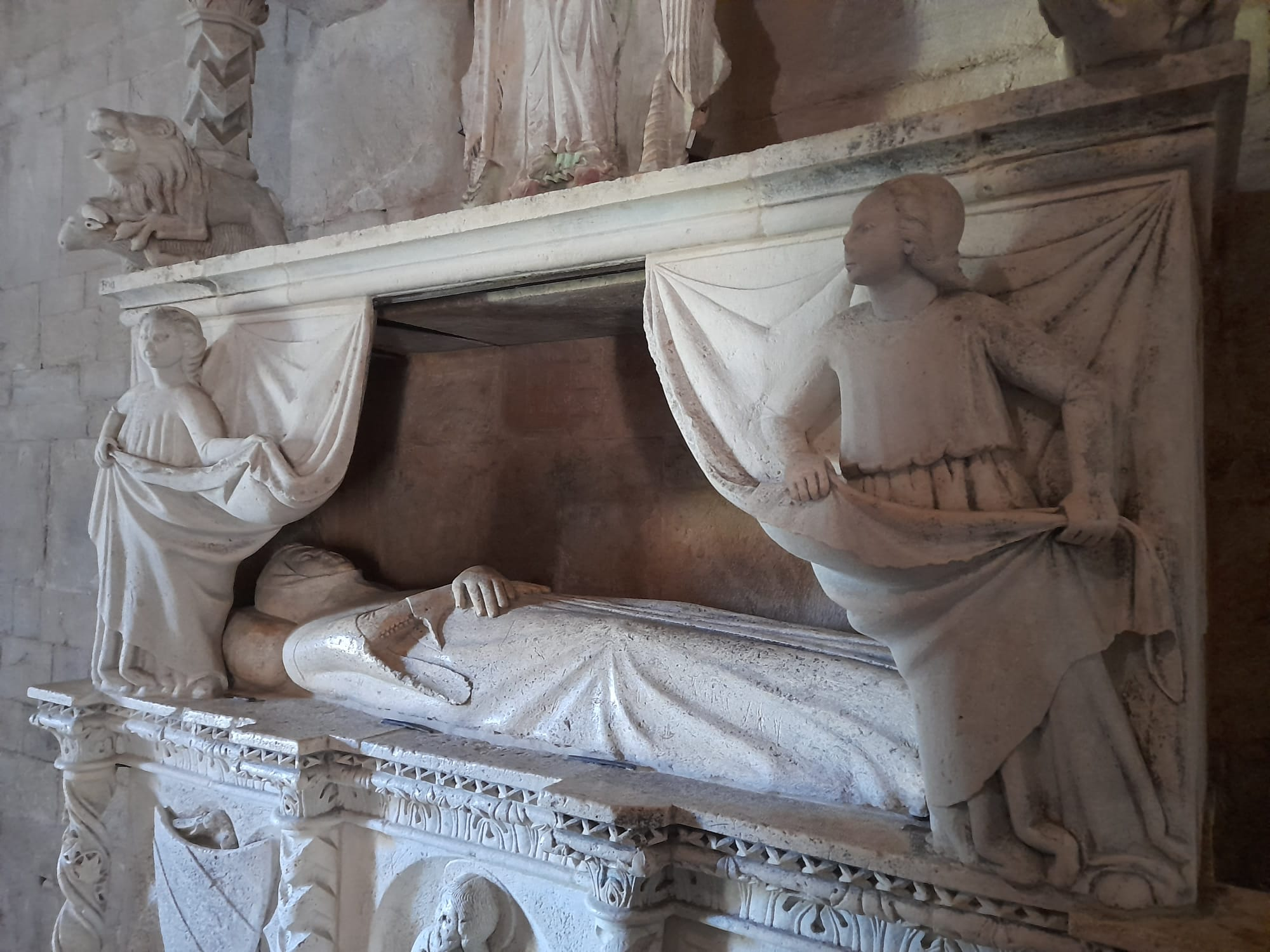
Ritratto del defunto ospitato nel monumento sepolcrale del XIV secolo, probabilmente Berardo d'Aquino

I monaci di Santa Maria della Strada godevano di un certo grado di autonomia e libertà: avevano giurisdizione sul casale in qualità di suffeudatari del signore di Matrice, ma restavano esenti dai consueti obblighi feudali. Nei fatti si trattava di un equilibrio precario, come emerge dai documenti dei primi tempi della dominazione angioina. Nel 1269 Gemma, signora di Lupara, con tutta probabilità discendente dagli Avalerio attraverso la stirpe dei Marchisio, si vide riconoscere da Carlo I d'Angiò il possesso sul castello di Matrice. Suo figlio Pietro allora pretese giuramento di fedeltà dall'abbazia di Santa Maria della Strada e dai suoi vassalli; non ottenendolo, si impose con la forza sequestrando case, terre e animali del casale. I monaci si rivolsero alla Magna Curia, che diede sostanzialmente ragione a loro, in quanto non erano soggetti a doveri di carattere secolare; nel notificare a Pietro che la sua azione contro religiosi era punita con la scomunica, egli veniva anche invitato a far valere eventuali suoi diritti nella stessa Curia. Nel 1275 i monaci ricorsero di nuovo al potere giudiziario, perché Pietro di Lupara si era impadronito dei beni del casale accompagnato da un contingente armato. I monaci sostenevano che così veniva violato il loro diritto al possesso del casale, derivante da un privilegio di re Guglielmo di Sicilia (è incerto se si riferissero a Gugliemo il Malo o a Guglielmo II). La Curia incaricò il giustiziere di Terra di Lavoro e Molise, Galeotto di Fleury, di verificare se Pietro avesse ragione a reclamare quei beni; in caso contrario, di restituire il casale ai monaci. È possibile che il privilegio reale dichiarato dai monaci fosse già un tentativo di risoluzione di una controversia simile.
Non si conosce il risultato dell'indagine, anche se i Lupara resteranno presenti a Santa Maria della Strada fino all'estinzione della stirpe. Il motivo delle controversie con l'abbazia si intuisce guardando ai Fascicoli Angioini, nell'ambito di più ampie inchieste sui feudatari e sui loro doveri nei territori del Regno. Fra questi anni e la fine del XIII secolo, riguardo a Santa Maria della Strada,  venne accertato che il tenutario diretto del casale era il monastero, che non aveva obblighi economici né militari verso la Curia. Tuttavia, ciò non significava affatto che non ci fossero tali obblighi da parte dei tenutari in capite: Pietro e Nicola di Lupara, in rappresentanza della madre Gemma, e in sua successione dopo la morte (1280, solo Nicola). Se per loro era davvero impossibile rivalersi sul monastero per soddisfare i servizi da loro dovuti, essi erano costretti a cercare risorse altrove.
In seguito, mentre il casale di Santa Maria della Strada seguiva le sorti feudali di Matrice, si ha qualche menzione sporadica del monastero. Nel 1374 l'abate Ruggiero era mitrato e la sua presenza era richiesta nei concili provinciali di Benevento. La sua carica era nominata dall'arcivescovo di Benevento, segno probabilmente di un controllo arcivescovile più severo rispetto alle origini, quando l'abate doveva essere scelto solo dai monaci.

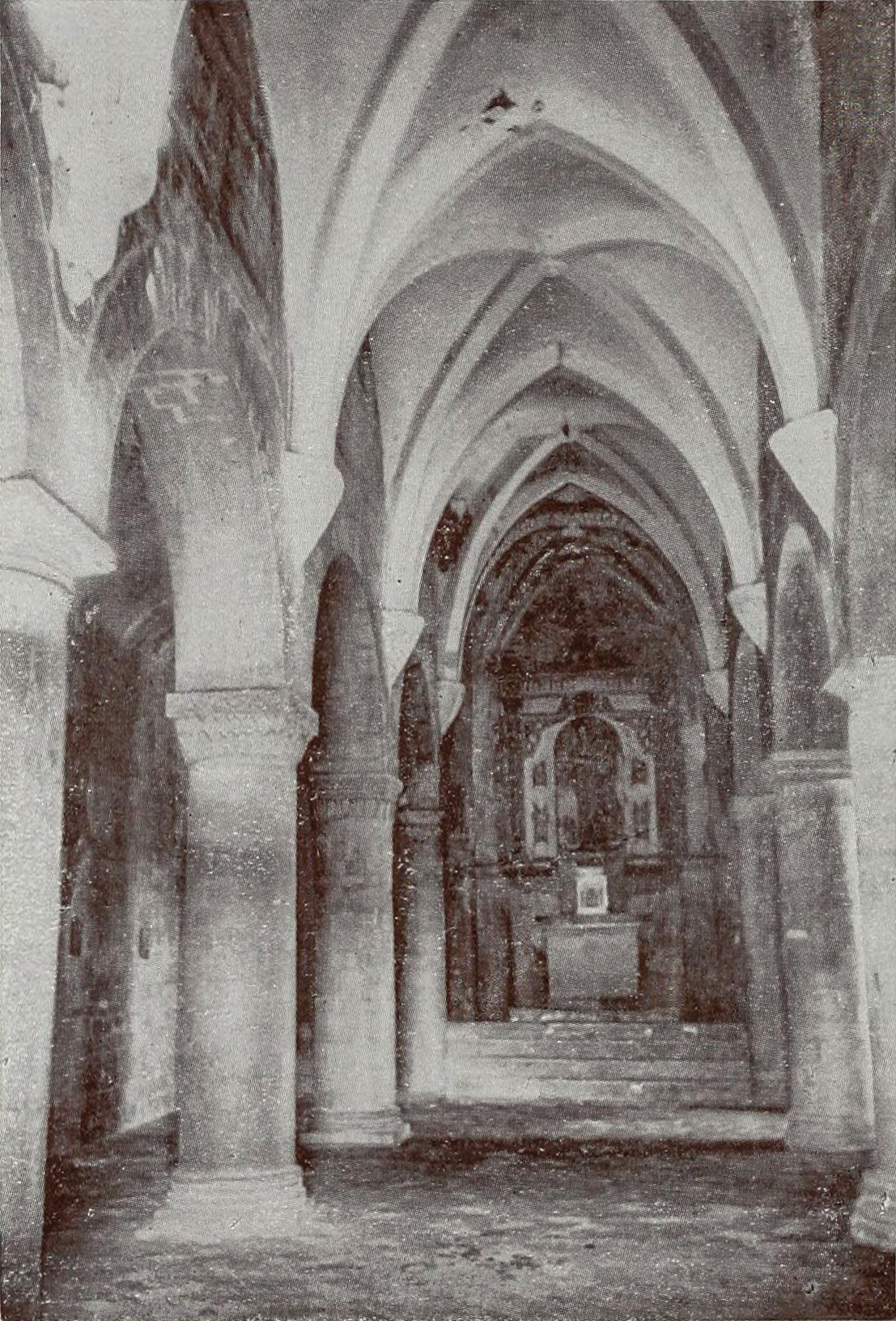
L'interno prima delle sessioni di restauro novecentesche: sono visibili la copertura a volta, il vecchio pavimento e le strutture inserite nell'abside maggiore nel XVIII secolo.

Non ci sono testimonianze dirette sulle ripercussioni che il terremoto del 1456 ebbe sulla vita abbaziale, ma sembrerebbe che la consistenza del monastero si sia fortemente ridotta. Forse in questa occasione il casale finì abbandonato, e le sue tracce sono gradualmente sparite.

### Dalla decadenza a oggi
Di qui a poco, l'abbazia veniva concessa stabilmente in commendam. Nel 1499 era abate commendatario di Santa Maria della Strada tale Marcantonio Sperandeo, forse napoletano: il cardinale Lorenzo Cybo de Mari, allora arcivescovo di Benevento ma probabilmente stabilitosi a Roma, diede ordini a suo nipote affinché togliesse l'incarico a Sperandeo, requisendo tutte le entrate che gliene derivavano. Gli interessi dell'abate commendatario furono difesi dal re di Napoli, Federico I, che ordinò al giustiziere di Molise di bloccare qualunque disposizione emessa in merito da Roma. Nel 1576 l'abate commendatario era Pietro Antonio di Capua, arcivescovo di Otranto, e prima di lui lo era stato lo zio Fabrizio. Pietro Antonio donò alla chiesa abbaziale due campane, una nel 1560 e l'altra, più ricca, appunto nel 1576. La gestione in commendam cessò nel 1587, quando papa Sisto V aggregò le rendite dell'abbazia al Collegio Montalto di Bologna, da lui fondato.
È evidente, dunque, che a questo punto dell'istituzione abbaziale di Santa Maria della Strada non restava molto più che il titolo. Dopo i danni arrecati dal terremoto del 1688, l'arcivescovo di Benevento Vincenzo Maria Orsini nel 1703 ebbe cura di restaurare e riconsacrare la chiesa, donandole anche delle reliquie; ma nel contempo assegnava al capitolo della cattedrale di Benevento la dignità, ormai solo onorifica, di abate dell'antico monastero.  Nel 1809 Gioacchino Murat, abolendo i monasteri, prese possesso anche del patrimonio di Santa Maria della Strada, che diede in buona parte al duca della Regina, salvo doverlo restituire alle istituzioni ecclesiastiche con il concordato del 1818 (ma fu suddiviso da enti diversi da Santa Maria della Strada).
Per qualche tempo (sicuramente fra gli anni 1920 e gli anni 1980) la chiesa venne gestita da un eremita o un custode, che alloggiava nel caseggiato annesso alla chiesa. Nel frattempo veniva gradualmente riconosciuta l'importanza storico-artistica del monumento: grazie anche all'interessamento di Vincenzo Ambrosiani, arciprete di Monacilioni, furono eseguiti restauri fra il 1887 e il 1889 (con particolare riferimento al tetto); inoltre, proprio nel 1889 Santa Maria della Strada fu riconosciuta come monumento nazionale italiano. Ulteriori interventi seguirono nel 1925 (rifacimento del pavimento), nel 1954-1955, nel 1968 e infine nel 2007-2011 (riguardanti il monumento sepolcrale trecentesco e la facciata, avvennero in riparazione dei danni provocati dal terremoto del Molise del 2002).

## Architettura
La chiesa di Santa Maria della Strada sorge sopra un terrazzo collinare, accompagnata dal campanile e da una costruzione secondaria, in posizione panoramica. L'attuale strada che la raggiunge è stata realizzata nel 1961.

### La chiesa romanica

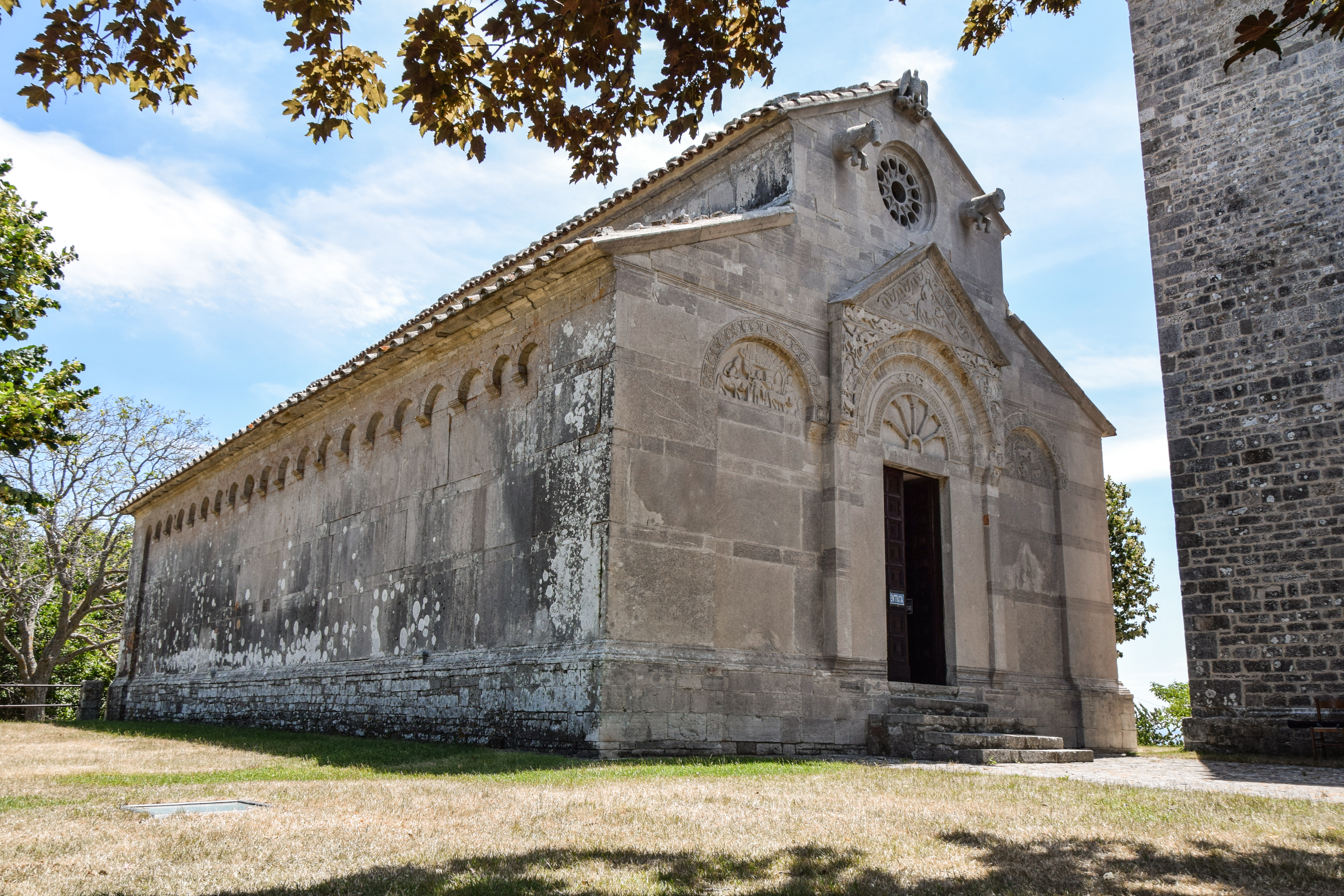
La facciata e il fianco settentrionale

L'edificio ecclesiastico ha una pianta basilicale, a tre navate orientate quasi perfettamente lungo l'asse ovest-est; la facciata, a salienti corrispondenti alle navate, è rivolta verso occidente e l'estremità opposta si chiude con tre absidi, corrispondenti alle navate. Le dimensioni dell'edificio sono contenute: la pianta è larga 10,5 m (con la navata centrale ampia 5 m, includendo le mura che la delimitano) e lunga 20,5 m (ad esclusione delle absidi); l'altezza complessiva è di 9,5 m, e di 6,8 m per le navate laterali. Le mura perimetrali sono spesse oltre 80 cm.
La chiesa è costruita con una cura non comune per la regione. Ciò è evidente nel paramento murario esterno, quasi ovunque costituito da blocchi di pietra squadrati e accuratamente levigati. Sopra uno stilobate dall'orlo modanato, che segna l'interno perimetro, la facciata principale (nella porzione inferiore) e le due laterali vedono un'ordinata alternanza di filari di grandi lastre calcaree con fasce più strette. L'elevata qualità di questo paramento è segno di importanti disponibilità economiche da parte del committente dell'edificio, che però resta indeterminato.
In facciata si apre un unico portale, costituito da stipiti e architrave estremamente semplici; è invece molto elaborata la sua lunetta scolpita. Esso è inquadrato entro una struttura culminante in un frontone triangolare, anch'essa scolpita: una sorta di protiro schiacciato sulla facciata della chiesa, retto da due lesene che a loro volta poggiano su sporgenze dello stilobate. Ai due lati di questo protiro, in corrispondenza delle navate laterali, due archi ciechi racchiudono ciascuno un'altra lunetta scolpita. Gli spigoli della facciata sono segnati da due lesene insolitamente ampie, che si ripetono agli estremi delle due facce laterali. Queste ultime sono coronate da una sequenza di archetti pensili, poggianti su mensole modanate come lo stilobate.

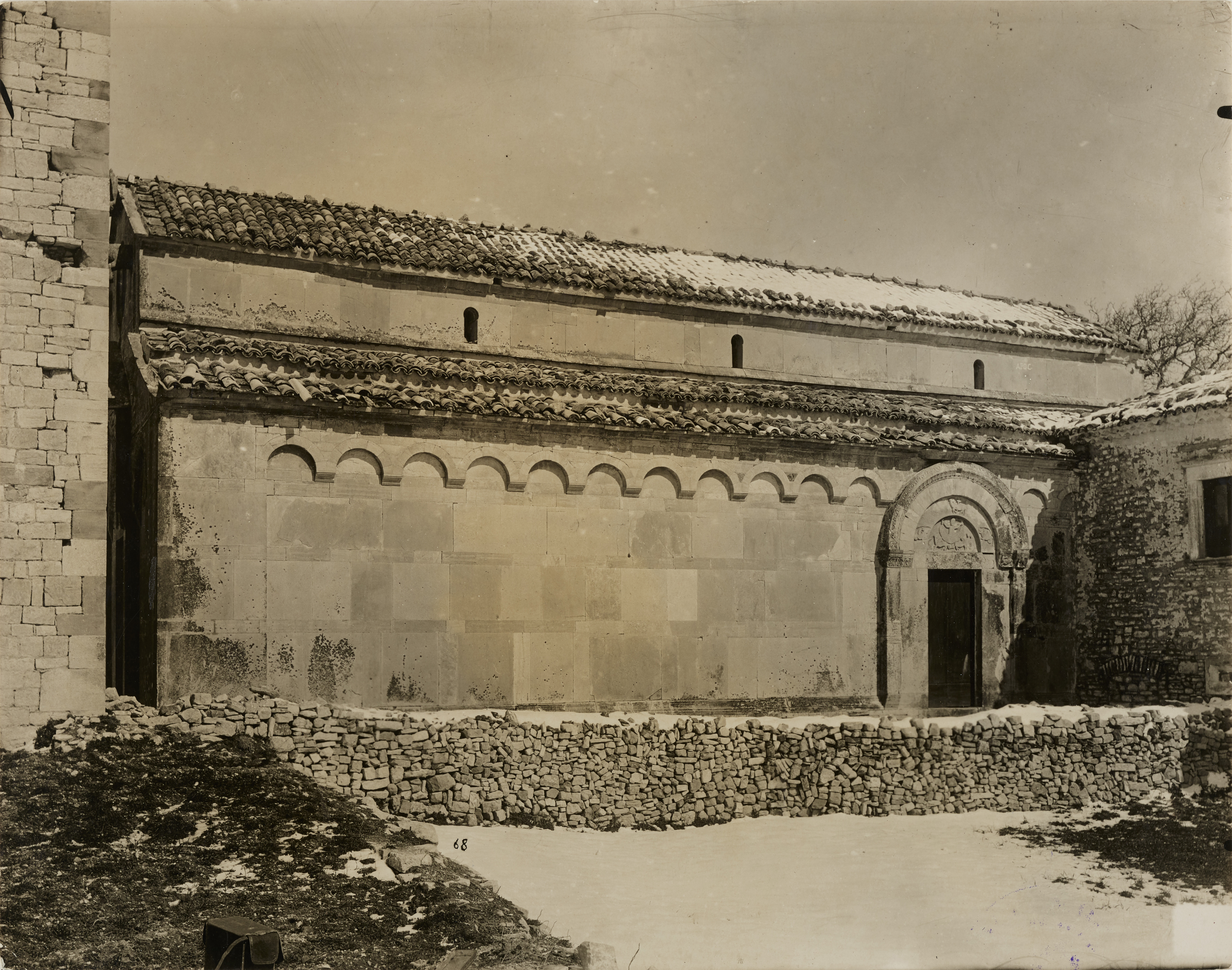
Il fianco meridionale in una foto d'epoca. Si scorgono ai lati il campanile e l'edificio abbaziale

Mentre il fianco nord non mostra alcuna apertura, in quello sud, non lontano dalle absidi, si trova un portale laterale. Anche qui stipiti e architrave sono estremamente semplici; ma sono inquadrati fra due lesene, che stavolta reggono il più esterno di una sequenza di archi concentrici decorati, i quali girano attorno alla lunetta istoriata. Il cleristorio, su questo fianco, si apre in tre monofore. Le absidi non hanno ornamenti particolari; ciascuna presenta una stretta monofora strombata, ma quella centrale è cieca. Sono coperte in giri di pietra concentrici.
Tornando alla fronte dell'edificio, una cornice congiunge le due estremità più basse del tetto, interrotta però dallo sviluppo verticale del protiro. Al di sopra di esso si apre il rosone, con due protomi a forma di bue ai lati; la scultura di un'aquila è posizionata alla sommità degli spioventi della navata centrale. In quest'area la muratura predilige l'uso di conci più piccoli, anche se uno stacco viene notato più in alto della cornice, alla sommità degli spioventi delle navate laterali: non solo qui vengono impiegate di nuovo lastre più grandi, che concludono due filari corrispondenti al cleristorio lungo ciascuna delle facce laterali; ma i conci incuneati che delimitano il rosone sembrano tagliati e appoggiati sopra questo livello, dando l'impressione di una variazione in corso d'opera. In realtà è stato addirittura supposto (ma con poco seguito) che l'intero ordine sopra la cornice sia una ricostruzione.

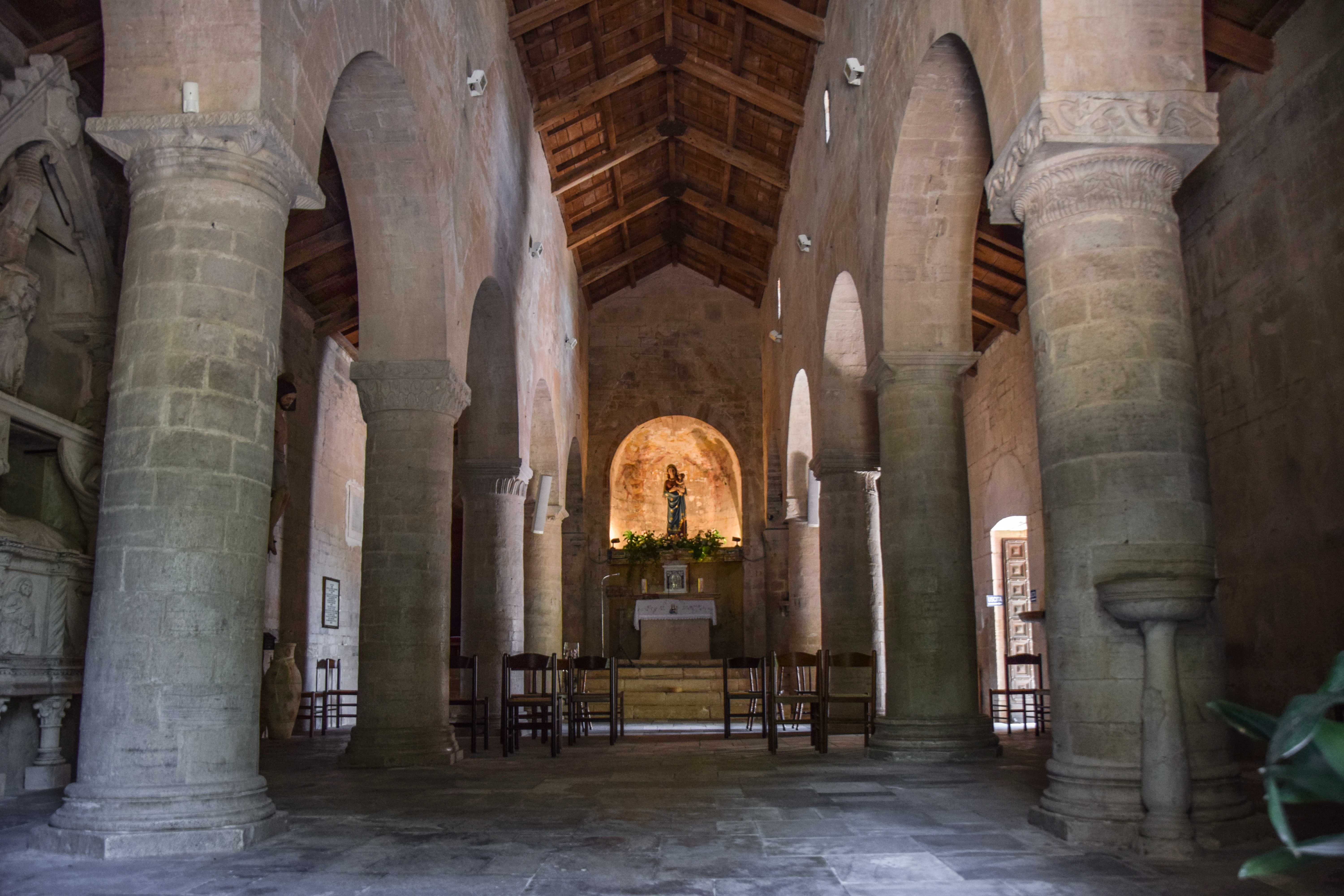
L'interno della chiesa

L'interno è piuttosto semplice. Il paramento murario è anche qui costituito da conci ben squadrati, ma meno ordinati rispetto alla maggior parte degli esterni. La suddivisione fra le tre navate è realizzata tramite due file di cinque archi a tutto sesto, ciascuna retta da quattro colonne e due semicolonne alle estremità, tutte di diametro piuttosto generoso rispetto alle dimensioni generali dell'edificio. Le colonne poggiano su basi a pianta poligonale, e si concludono in capitelli tutti diversi, perlopiù decorati con motivi vegetali. Il presbiterio trova spazio sotto l'ultima coppia di archi ed è rialzato tramite una breve gradinata, anche se la chiesa non ha una cripta. Non vi è alcun accenno di transetto.
L'assetto generale di Santa Maria della Strada ha spinto spesso a paragonarla al non lontano santuario della Madonna del Canneto presso Roccavivara, e la struttura di entrambe potrebbe derivare dalla più importante chiesa monastica del Molise, quella di San Vincenzo al Volturno. È vero che, a grandi linee, i caratteri architettonici di Santa Maria della Strada trovano riscontri in tutte le regioni attorno al Molise; tuttavia, alcuni elementi specifici dell'esterno quali la partitura in ampie arcate cieche e il protiro schiacciato potrebbero essere ereditati da architetture della Capitanata della prima metà del XII secolo, come la chiesa di Santa Maria Maggiore a Monte Sant'Angelo. In ogni caso, Santa Maria della Strada è l'opera più completa di definizione di uno stile locale, condiviso con altre chiese romaniche dell'entroterra molisano: vi si leggono scelte originali rispetto alle suggestioni delle aree limitrofe, in particolare una maggiore sobrietà e la preferenza per forme più robuste che però sono il risultato di un accurato studio delle proporzioni.

### Gli interventi successivi sulla chiesa

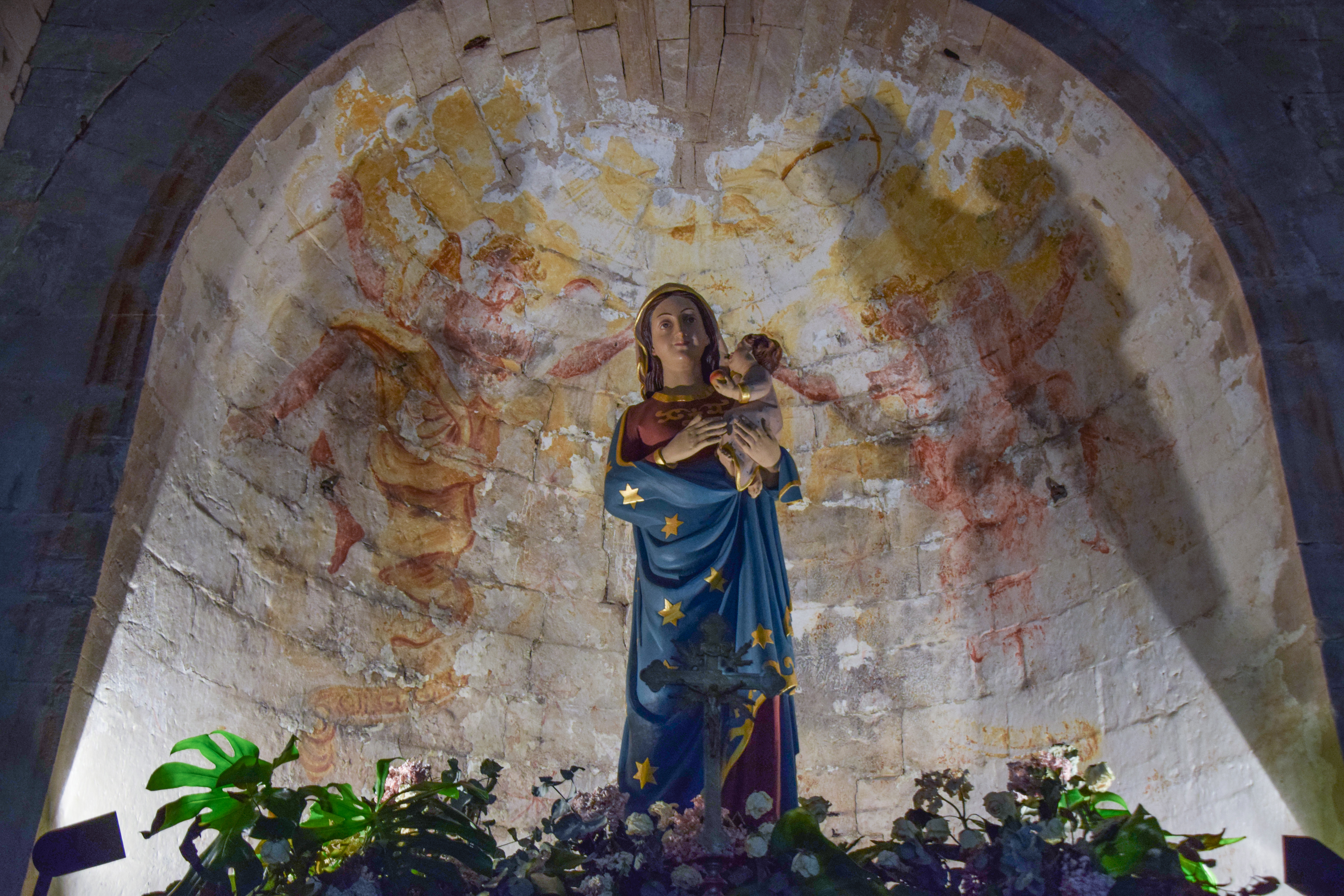
L'attuale statua della Madonna della Strada nell'abside maggiore. Rimangono porzioni di decorazioni pittoriche

Le mura sopra gli archi che separano le navate mostrano chiaramente i segni della copertura a volta che era stata costruita forse fra il XIV e il XV secolo (magari dopo il sisma del 1456, anche se con caratteristiche che volevano presentarla come più antica), ed è stata abbattuta nel corso dei restauri del 1968, con l'intento di ridare alla chiesa il suo aspetto originario. Si trattava di una mezza volta a botte in ciascuna delle navate laterali, e di una volta a crociera, a sesto acuto e costolonata, in quella centrale. Quest'ultima si diramava a partire da due serie di peducci, sporgenti dalla muratura sopra i capitelli delle colonne e decorati a motivi vegetali che richiamavano quelli già presenti. Gli incroci fra le nervature erano decorati con rosette scolpite. Attualmente, invece, le navate sono coperte da un semplice tetto in legno, che vuole riproporre quella che deve essere stata l'originaria copertura.
Parimenti, i restauri novecenteschi hanno eliminato altri elementi aggiunti nel corso dei secoli: una struttura settecentesca che ingombrava l'abside maggiore ricavando una più modesta nicchia al suo interno, e la cantoria lignea in controfacciata. L'attuale pavimento non è quello originale: venne installato nel 1925, rimpiazzando il precedente, ormai sconnesso, costituito da mattoni posti di taglio e lastre di pietra. A metà del XIX secolo, nel vecchio pavimento si leggeva il nome di un abate Landolfo, che poi è stato supposto essere il primo abate di Santa Maria della Strada. È rimasto invece al suo posto il grande sepolcro monumentale trecentesco, collocato lungo la parete di sinistra.

### Costruzioni annesse

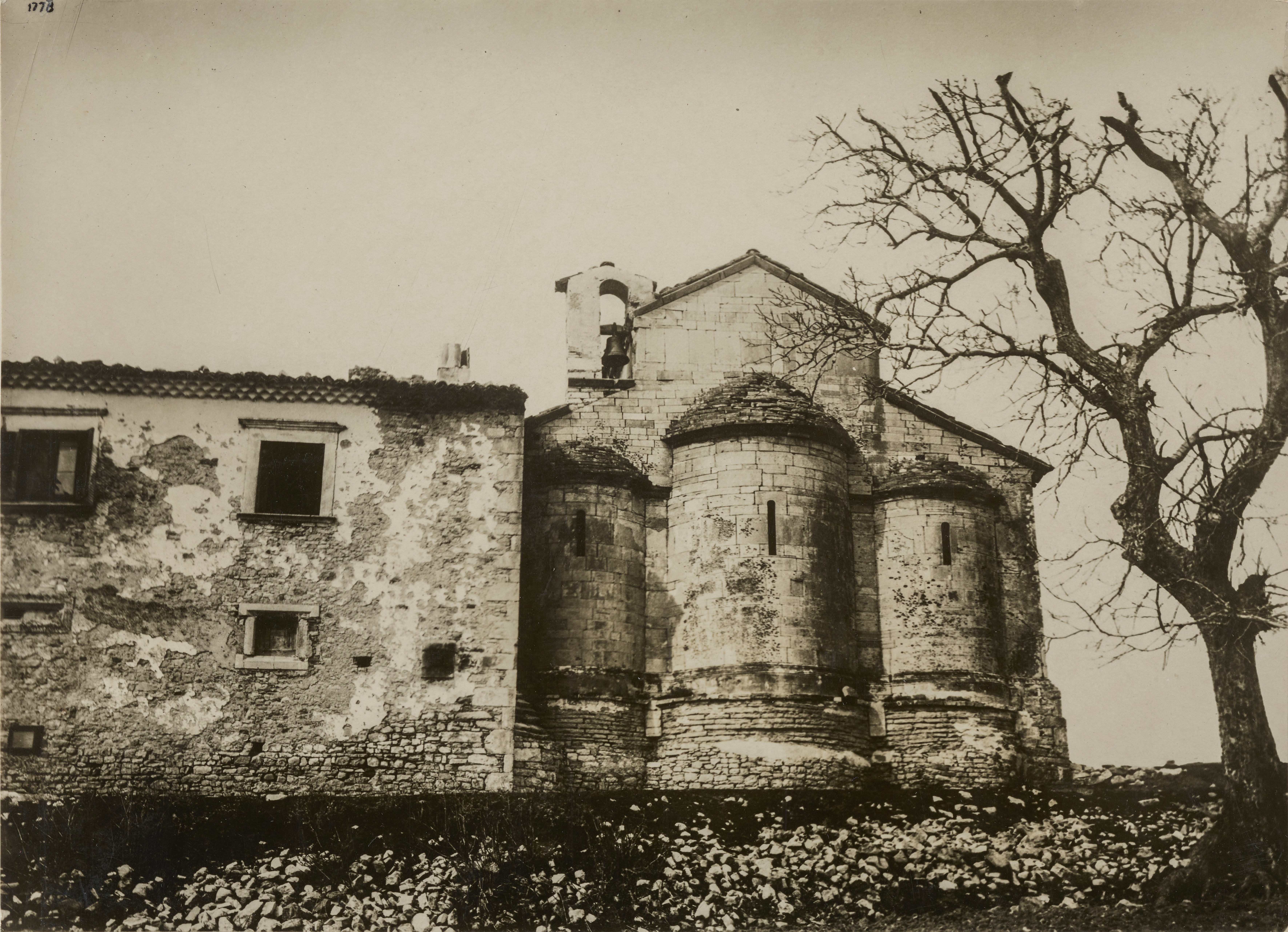
Vista delle absidi e dell'edificio abbaziale in una foto d'epoca

Davanti all'angolo destro della facciata, ma staccato da essa, si erge l'imponente campanile, a base quasi quadrata di lato attorno ai 5 m. Sopra uno stilobate simile a quello della chiesa si innalza una torre con murature disomogenee, probabilmente risultato delle varie ricostruzioni avvenute nel tempo (per esempio dopo il terremoto del 1456). L'unica porta d'accesso si apre a circa 2 m di altezza dal suolo. La cella campanaria, sulla sommità, si apre in più finestre ad arco disuguali; una cornice corre sulle parete immediatamente sotto di esse, un'altra agli innesti dei loro archi. Tale ambiente, crollato con il terremoto del 1805, è stato ricostruito attorno al 1925. All'angolo sud-est delle sue mura si trova un'incisione con una data, forse l'anno di costruzione, che resta dubbio se leggere come 1238 o (meno probabilmente) 1338.
I restauri novecenteschi hanno anche alterato la fisionomia di quella che è stata la casa del custode, la quale era comunicante con la chiesa, appoggiandosi sul tratto posteriore della sua parete meridionale; la configurazione attuale, invece, lascia uno stretto passaggio fra i due edifici, e non conserva più il piccolo campanile a vela che veniva impiegato dal custode stesso. L'edificio sarebbe da identificarsi con la casa abbaziale ricostruita dopo il terremoto del 1456, anche se ha subito ulteriori manomissioni: il suo portale d'ingresso, a est, reca infatti la data 1748; altre opere di ripristino sono state rese necessarie dal sisma del 1805. La presenza di muri mozzati e rovine all'estremità meridionale fanno pensare che in origine l'edificio fosse più grande.

## Scultura

### Programma decorativo romanico

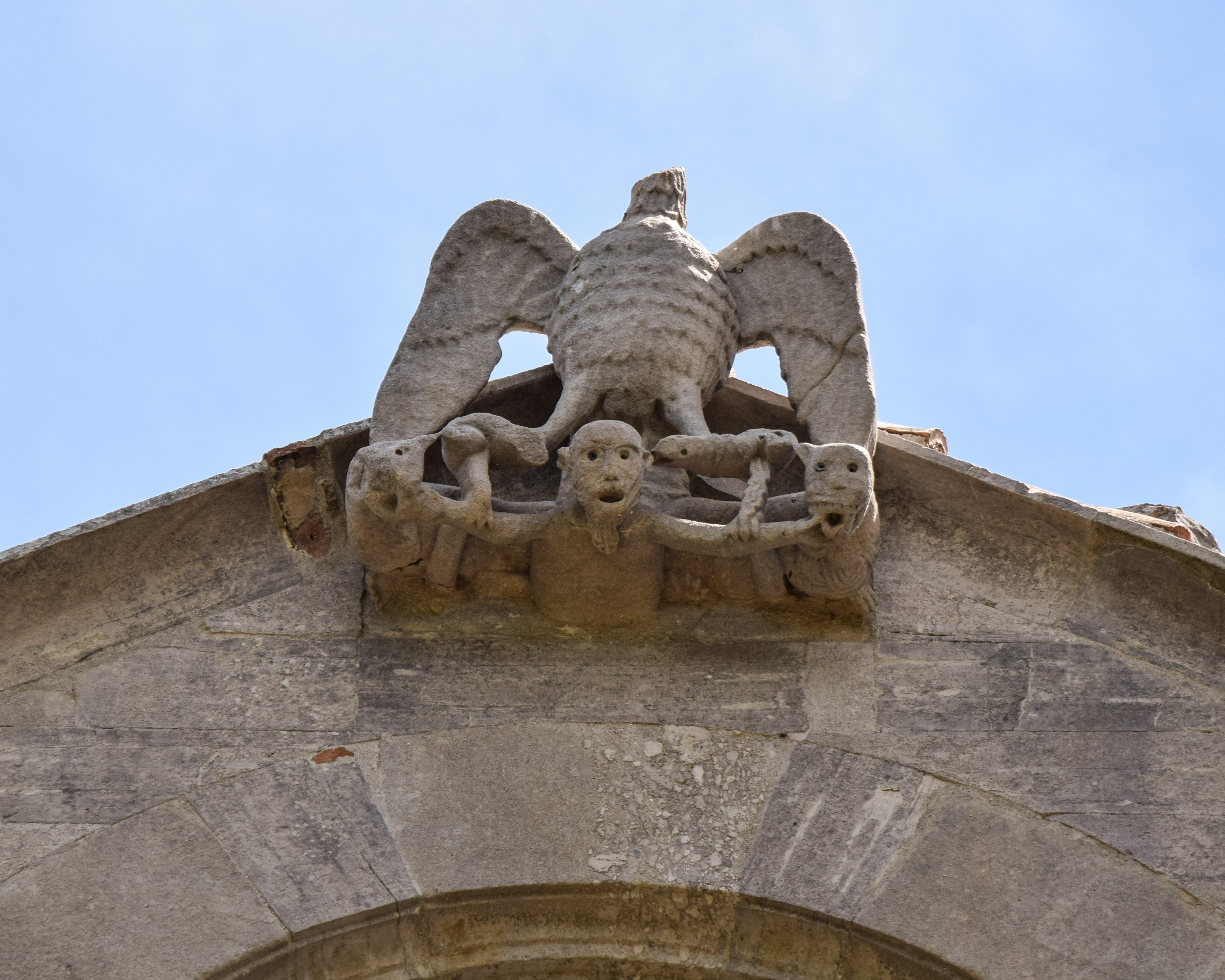
L'aquila in cima alla facciata

Il principale motivo della popolarità di Santa Maria della Strada fra gli studiosi è la famiglia di bassorilievi che ne riveste le pareti esterne, presentando in particolare una scena per ciascuna delle lunette sottese dagli archi ciechi in facciata, un'altra nella lunetta del portale laterale, e un complesso di scene divise fra loro nello pseudo-protiro. Mentre a tali rilievi si riconnettono le decorazioni scultoree dell'interno, bisogna trattare a parte la sezione alta della facciata con le sue sculture. 

#### I temi dei bassorilievi

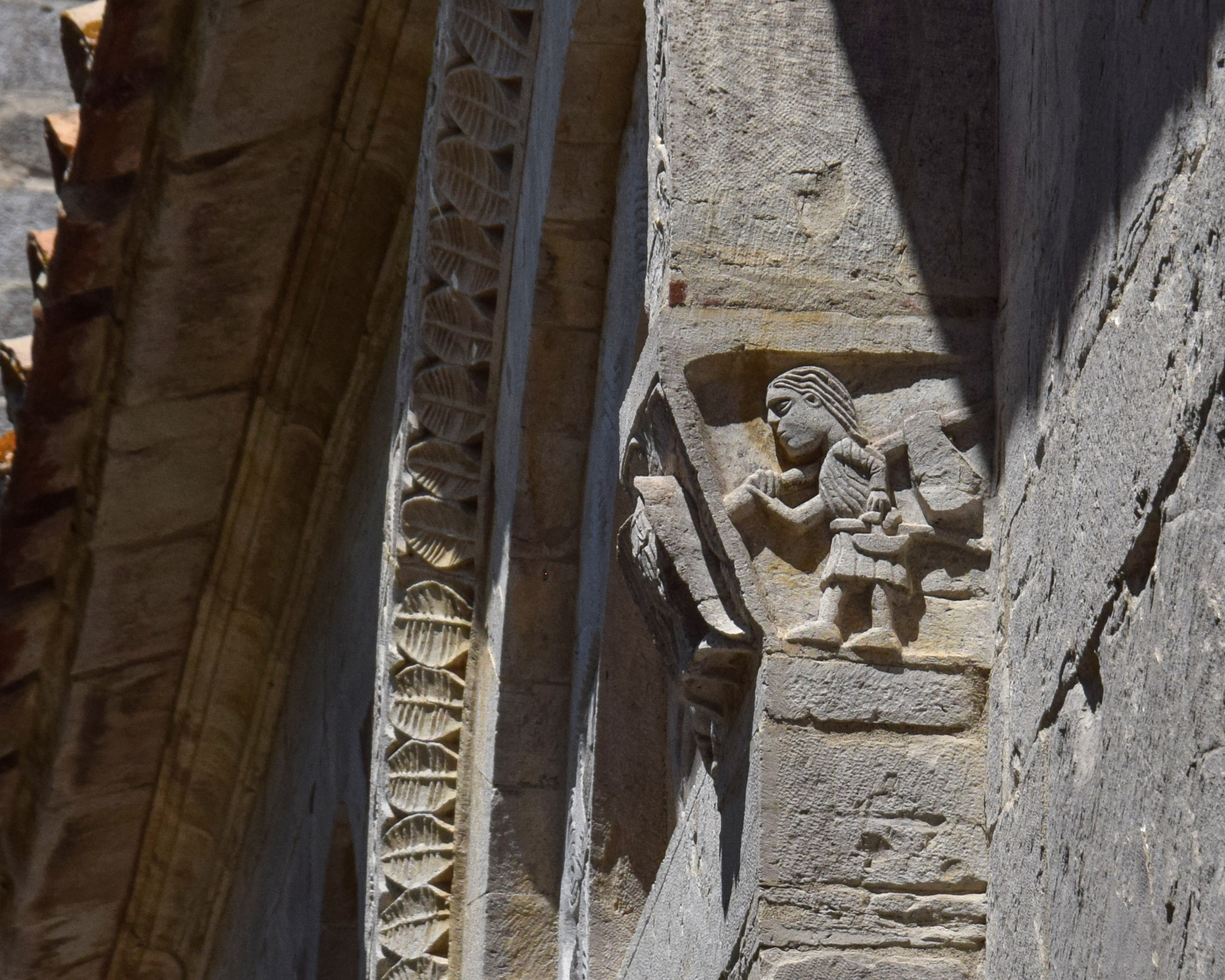
La figura sul portale laterale, tradizionalmente interpretata come pellegrino

I rilievi esterni vengono generalmente considerati parte di un programma unitario, ma il suo senso complessivo è dibattuto fra due filoni molto diversi. A lungo è stata ampiamente accettata, almeno nelle linee generali, la lettura data da Evelyn Jamison, storica specializzata nell'età normanna: secondo lei le fonti di tali raffigurazioni sono da cercare nella letteratura medievale, e soprattutto nelle canzoni di gesta di provenienza francese. Ciò legherebbe la chiesa al clima culturale della nobiltà normanna che governava l'Italia meridionale, e la scelta può essere motivata dagli intenti autocelebrativi dei dominatori, specie in materia di valore militare. Sono state tentate anche spiegazioni partendo dal presupposto, non dimostrato, che la chiesa si chiami "della Strada" perché luogo di passaggio per i pellegrini, diretti verso il santuario di San Michele Arcangelo e la basilica di San Nicola a Bari, in una regione che non offriva strade molto confortevoli; e dalla convinzione che ai viandanti fossero familiari le tematiche cavalleresche. In particolare, la filologa Rita Lejeune e il medievista Jacques Stiennon hanno argomentato che i momenti raffigurati a Santa Maria della Strada dovevano servire come monito ai pericoli del viaggio, ovviamente con particolare attenzione a quelli via terra; ma con accenni anche a quelli via mare, e addirittura (in senso simbolico) a quelli via aria.
Per contro, è stato evidenziato che la tesi della circolazione di letteratura popolare, ma anche di linguaggi architettonici, attraverso le vie di pellegrinaggio ha avuto fortuna più per pregiudizio che perché dimostrabile; intanto Francesco Gandolfo, storico dell'arte medievale, ha intrapreso una lettura in chiave religiosa del programma figurativo di Santa Maria della Strada: i bassorilievi partirebbero col rappresentare momenti di superbia, violenza, irrazionalità, cupidigia, nonché di morte, i quali sono il contesto in cui rifulge l'esempio di umiltà e obbedienza di Gesù; ricorderebbero la sua resurrezione, e culminerebbero narrando la sconfitta del male e della stessa morte, e il nuovo mondo che nascerà alla fine di questo. Questi ultimi aspetti si concentrerebbero in alcune delle scene scolpite sullo pseudo-protiro, secondo la narrazione data nell'Apocalisse di Giovanni. Gandolfo crede anche che i destinatari del messaggio illustrato non siano tanto i viandanti, quanto la popolazione contadina locale. Alla sua interpretazione si appoggia Franco Valente, architetto e studioso locale, con qualche variante.
In ambo i casi sopra menzionati, il programma decorativo di Santa Maria della Strada risulta insolitamente ampio e organico, privo di analogie convincenti nell'arte dell'Italia meridionale. Probabilmente fu ideato da persone di grande cultura, che si tratti di laici di provenienza francese collegati ai dominatori normanni, o piuttosto di uomini di chiesa, magari monaci legati al centro propulsore di Montecassino. È anche da notare l'assenza di riferimenti diretti alla divinità, a Gesù, ai santi, probabilmente alla stessa Maria, in tutto il ciclo.

#### Stile e datazione

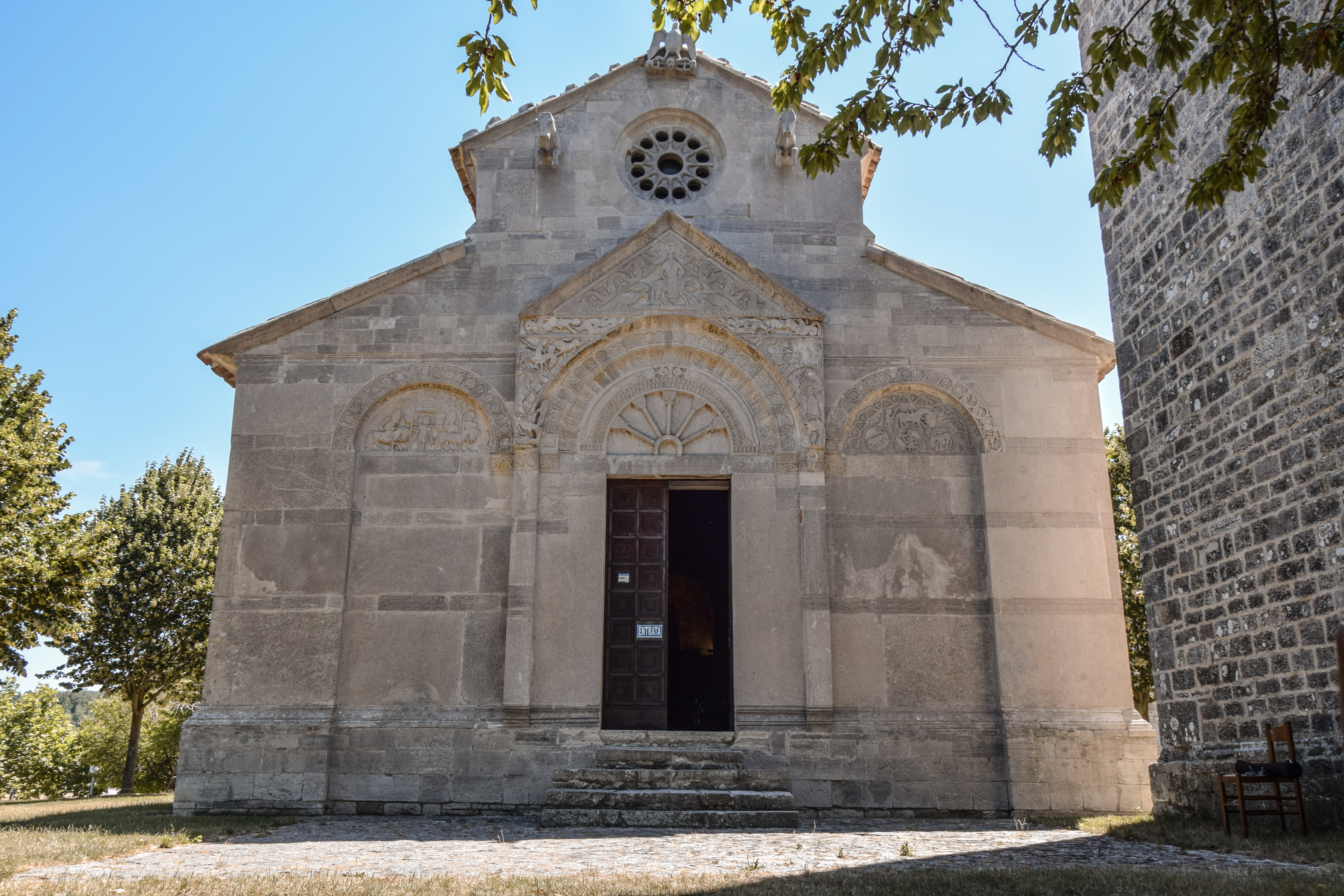
Facciata della chiesa

Stilisticamente, i bassorilievi non puntano alla resa volumetrica: le figure sono semplificate, scontornate linearmente, quasi bidimensionali, ed emergono da un fondale interamente piatto; ma non per questo sono rozze o poco espressive, come le considerava Émile Bertaux a inizio Novecento. La plasticità della scultura è ottenuta tramite un netto contrasto fra luce e ombra: ciò è evidente anche nelle decorazioni (soprattutto vegetali) che circondano le scene scolpite e ricoprono i capitelli dell'interno, tutti diversi ma caratterizzati da linee insistite e forti scanalature, quasi a comporre un arabesco.
Tutte queste caratteristiche, nelle quali si scorge un'eredità della scultura longobarda, accomunano la decorazione scultorea di Santa Maria della Strada a svariati altri esempi dell'entroterra molisano; però essa è uno degli esempi più raffinati di tale corrente. In particolare, gli artefici dei bassorilievi di Santa Maria della Strada devono essere stati locali. Anche se emergono similitudini con alcune opere abruzzesi, non convince se non per qualche dettaglio l'ipotesi di Jamison, che identifica gli scultori con la bottega abruzzese di Ruggero, Roberto e Nicodemo.
Anche in forza della presenza di vari confronti per i rilievi e l'architettura di Santa Maria della Strada, la data della consacrazione della chiesa al 1148 viene considerata come quella cui deve essere riferita l'attuale struttura; è possibile che in tale data la chiesa non fosse ultimata ma, anche volendo ammettere che alcuni bassorilievi siano stati posizionati più tardi, lo scarto temporale non sarebbe molto significativo. Ne è una prova, ad esempio, la ripetizione degli stessi motivi vegetali fra questi e i capitelli interni, anche se con minime variazioni. Ciò non significa che non sussistano differenze qualitative fra le varie componenti del ciclo, probabilmente dovute all'essere opera di maestri differenti. Valente, in realtà, ritiene che lo stile dei bassorilievi, soprattutto nei dettagli decorativi, consenta di retrodatarli al periodo della dominazione longobarda: egli argomenta che la pergamena di Montagano sia sostanzialmente degna di credito, e quindi nel 1148 si riconsacrò un edificio sacro già esistente, anche se decisamente rimaneggiato.

#### Capitelli e altri dettagli dell'interno
I capitelli di Santa Maria della Strada sono decorati interamente a motivi vegetali e geometrici, con combinazioni tutte diverse e complessità molto variabile fra l'uno e l'altro. Tutti presentano un abaco quadrato, ma alcuni di questi ultimi sono semplicemente modanati; altri hanno un motivo a rampicanti o a foglie affiancate; quello adiacente al portale laterale mostra una sequenza di roselline racchiuse entro una coppia di strisce ondulate e scanalate. Alcuni capitelli sorreggono il proprio abaco semplicemente con quattro foglioline angolari, di palma o diverse; altri con uno o più ordini di foglie affiancate, fra cui quelle di acanto.
Sulle murature interne della chiesa si rintracciano altri due dettagli figurati, ascrivibili alla struttura originaria e da porre in relazione con il programma figurativo degli esterni. Si tratta di un verme con testa umana, scolpito sulle pietre dell'abside sinistra, forse con l'intento di evocare la decomposizione dei corpi; e della caduta del Diavolo, raffigurata sulla semicolonna sinistra di fianco all'altare, seguendo la consolidata immagine della "scimmia di Dio".

#### Lunetta del portale laterale

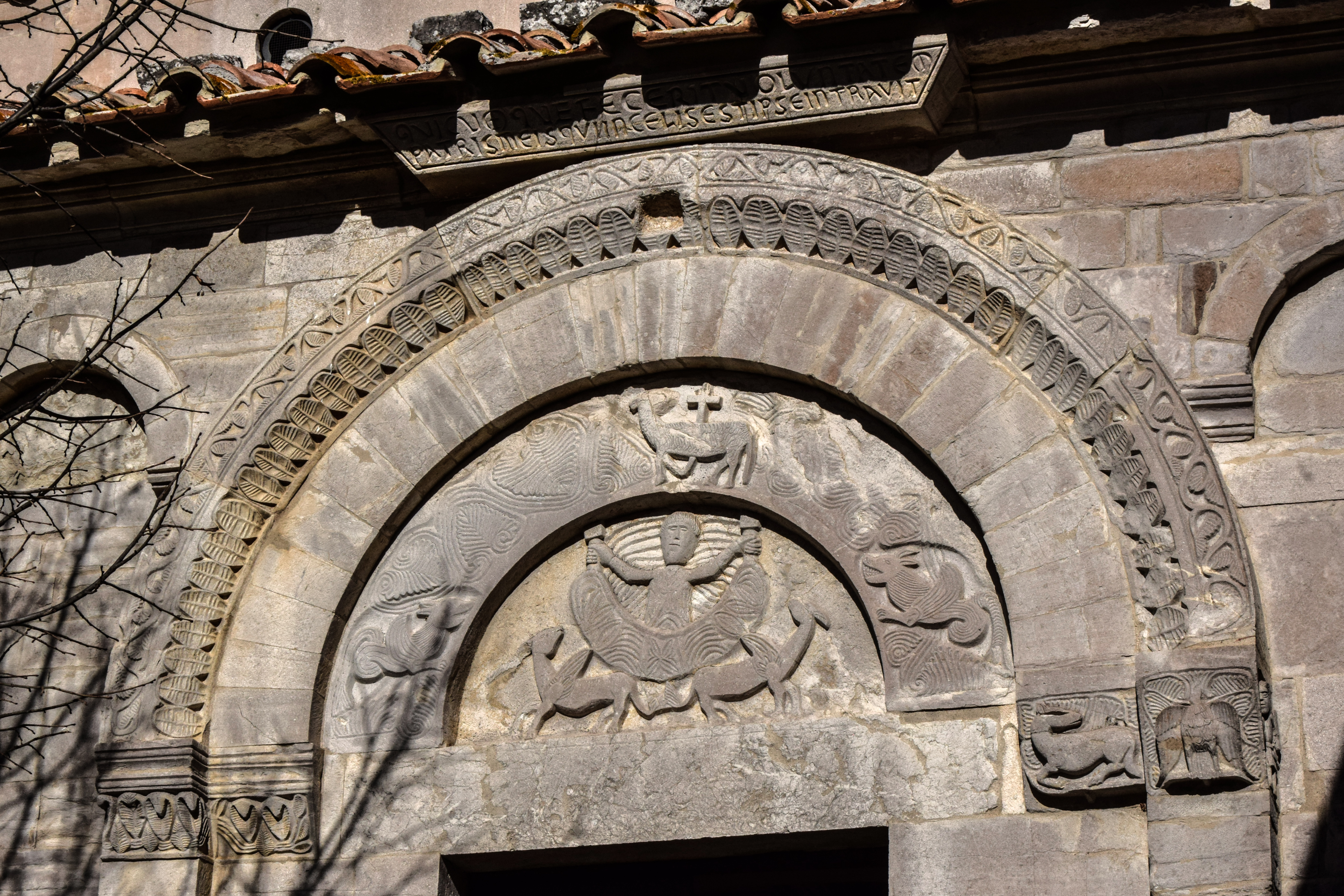
Lunetta del portale laterale

La lunetta del portale laterale racchiude una mezzaluna centrale in un susseguirsi di archi concentrici. I più esterni poggiano su mensoline che fungono da capitelli per le lesene del portale: tanto essi quanto la mensola sinistra sono decorati con motivi vegetali (ramo con foglie, file di foglie con nervature, foglie ripiegate) assimilabili ai capitelli dell'interno. La mensola di destra, invece, reca un'aquila. Segue un arco fatto di cunei non decorati, stavolta poggiante soltanto sulle mensole: a sinistra si ripete la decorazione a foglie, a destra compare una cerva.
L'arco più interno, costituito da un monoblocco, e la mezzaluna al suo interno, sembrano strettamente correlati. Il bassorilievo nella mezzaluna viene comunemente letto come l'episodio del volo di Alessandro, in una versione molto vicina a quella del X secolo tradotta in latino da Leone Arciprete. Protagonista della scena è Alessandro Magno che, a bordo di una qualche machina (che viene resa come una specie di grande cesto di vimini), prende il volo spinto in aria da due grifoni, e regge due manici che, secondo il racconto, in cima dovrebbero avere del cibo che attrae i due grifoni. Dietro di lui sono i raggi del sole.
In cima all'arco, sopra la testa di Alessandro, è l'Agnus Dei, in riferimento al cielo dove Alessandro sarebbe diretto allo scopo di guadagnare l'immortalità. Attorno a lui è una decorazione a foglie di palma, che discende verso due pistrici che guardano la scena centrale. Per quanto questa sembri una riproposizione di un tema decorativo riscontrabile per esempio in Campania, non è da escludere che si tratti di una rappresentazione del Figlio di Dio che umilmente scende sulla terra, a immolarsi per salvarla dal male, in aperto contrasto con la superbia dell'atto di Alessandro Magno (nel racconto, infatti, un angelo gli consiglierà di tornare indietro, e infine Alessandro verrà respinto). Il concetto sarebbe rafforzato dalla frase scolpita sopra il portale, «Quicumque fecerit voluntatem Patris meis qui in celis est ipse intravit» ("Chiunque farà la volontà di mio Padre, che è nei cieli, vi entrerà", liberamente tratto da Matteo 7,21).
In alternativa, Lejeune e Stiennon inseriscono la scena in un tema complessivo riguardante il viaggio, in qualità di avviso sui pericoli dei viaggi in aria; i quali — benché impossibili nel medioevo — assurgono a simbolo delle imprese troppo temerarie. Per contro, Valente non è convinto che la scena stia a rappresentare un atto di orgoglio: il desidero di elevarsi al cielo potrebbe anche avere una valenza positiva.
Sulla destra dell'aquila, ricavata nello spessore della lunetta, è la figura di un uomo con un fagotto in spalle e una scarsella. Viene tradizionalmente interpretata come immagine di pellegrino; però sembra anche che l'uomo stia trainando un peso attaccato alla sua cintura: simbolo della condanna inflitta da Dio ad Adamo ed Eva o anche, più semplicemente, rappresentazione realistica di un contadino di ritorno dai campi. Gandolfo ritiene che questa fosse la prima immagine visibile arrivando alla chiesa, e che quindi rappresenta il destinatario dell'intero ciclo di bassorilievi.
Lo stesso studioso rileva anche come la scena di Alessandro Magno appaia scolpita in modo meno raffinato e più spigoloso di quelle in facciata, segno forse che essa è leggermente più arcaica: i cantieri delle chiese, di norma, procedevano dalle absidi verso la facciata.

#### Lunetta destra in facciata

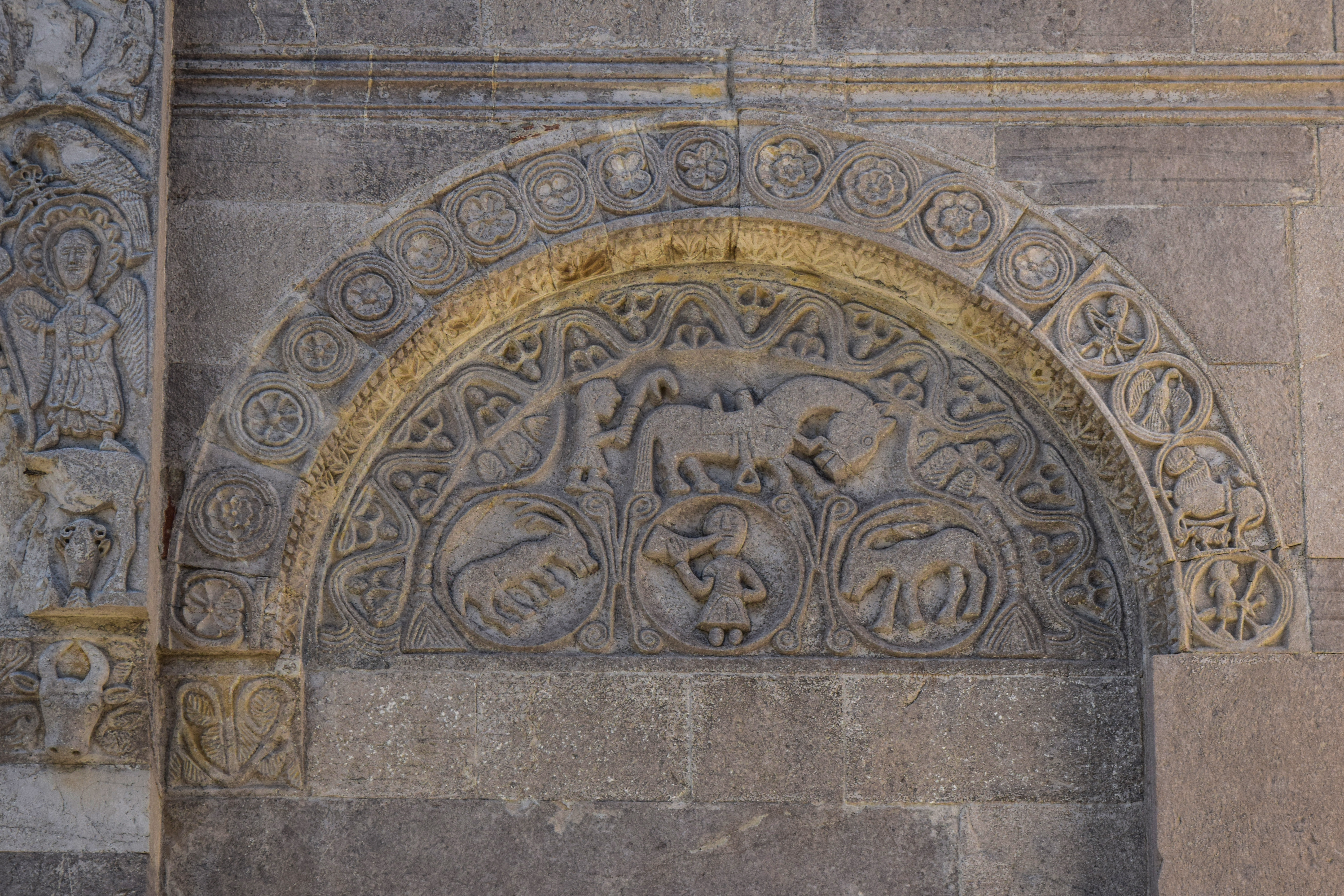
La lunetta di destra

La lunetta dell'arco cieco, a destra del portale principale della chiesa, è delimitata da una fascia di rosette, racchiuse entro cerchi marcati da scanalature, non diversamente da un capitello dell'interno. I quattro cerchi più a destra, però, non contengono rosette bensì un'aquila, un leone con una preda e due figure umane, rispettivamente con un arco e con un bastone e una spada: il loro significato non è chiaro, in quanto la lettura come simboli dei quattro evangelisti è dubbia. Un motivo vegetale ricopre l'intradosso che separa tale fascia dalla lastra della lunetta. Questa è, a sua volta, coronata da un motivo a onda, nei cui spazi si distinguono delle infiorescenze.
Sotto tale motivo, la lunetta appare scolpita in due ordini. In quello superiore è un uomo con in mano uno strumento poco comprensibile, dietro a un cavallo sellato e bardato. In quello inferiore si susseguono tre medaglioni: in quello centrale è un personaggio maschile con in mano un corno da caccia, ai due fianchi due figure di cervi maschi. Due alberi molto stilizzati si innalzano fra tali medaglioni e il coronamento.
Jamison, orientata verso una lettura letteraria, ha identificato il personaggio nel medaglione con Rolando, che nel corso della battaglia di Roncisvalle suonò l'olifante, in cerca del soccorso da parte di Carlo Magno, con tanta forza che il suo sforzo sarà mortale: esso viene reso con il gesto della mano poggiata sull'addome. La presenza dei cervi evocherebbe il tradimento da parte di Gano, che distolse l'attenzione da tale richiesta di aiuto sostenendo che Rolando stesse suonando il corno solo perché era in giro a caccia. Gli alberi simbolizzerebbero quindi la foresta in cui è avvenuto l'episodio. L'episodio sarebbe rappresentato secondo la versione dello Pseudo-Turpino, e l'immagine sopra i medaglioni sarebbe da interpretare come Balduino che sta per montare sul cavallo di Rolando per annunciare la disfatta a Carlo. È parzialmente diversa la lettura di Lejeune e Stiennon, che ricordano come i cervi siano menzionati nella Chanson de Roland perché si paragona la loro fuga dai cani durante la caccia a quella dei Saraceni da Rolando. In modo molto dubbio, essi vedono nella scena superiore i vani tentativi di Rolando, sceso da cavallo poco prima della morte, di distruggere la spada Durlindana, che invece generò la Breccia di Orlando.
Gandolfo ha una posizione radicalmente diversa. Secondo lui non vi è motivo di identificare il personaggio nel medaglione con Rolando, anche perché non indossa armatura: si tratterebbe invece di una generica scena di caccia, inserita per il suo valore violento ma anche irrazionale. Lo studioso, infatti, crede che il personaggio dietro il cavallo stia maneggiando un ferro di cavallo tramite una tenaglia: ciò vorrebbe significare che il cacciatore è così accecato dal desiderio di sangue che non si rende neanche conto di stare suonando il corno prima ancora che il suo cavallo sia pronto per inseguire la preda. Indecisa la lettura di Valente, che scorge in questa lunetta scene di tranquilla vita quotidiana delle campagne, minacciata dalla violenza del mondo esterno (rappresentata dalle strane figure all'estremità dell'arco decorato a rosette); in alternativa, suppone che possa trattarsi di scene accessorie della morte di Assalonne, scolpita nella lunetta sinistra.

#### Lunetta sinistra in facciata

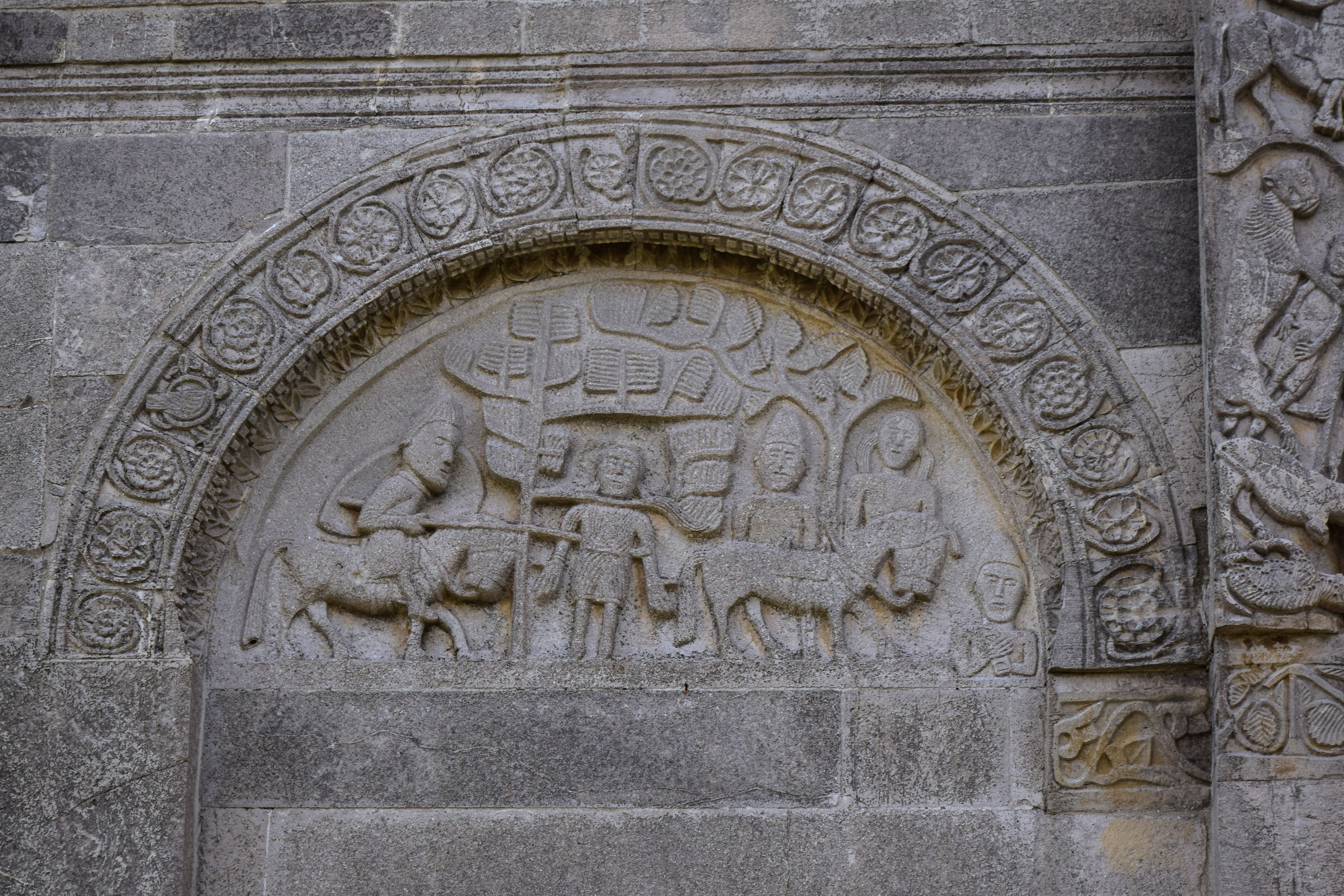
La lunetta di sinistra

L'arco esterno è decorato a rosette in modo non dissimile dalla lunetta opposta, anche se qui i fiori sono circondati da un accenno di spirale; al posto di uno di essi vi è un uccello. Lo spessore di quest'arco è ancora decorato a motivi vegetali.
La scena sottesa da tale arco è, insieme al timpano dello pseudo-protiro, la più dibattuta del ciclo. È probabilmente ambientata in una foresta; iniziando da sinistra, vi è un cavaliere che con la mano sinistra regge uno scudo, mentre con la destra regge una lancia e infilza un altro personaggio sotto un albero. Spostandoci a destra, dietro un cavallo senza cavaliere sono due personaggi, apparentemente un uomo e una donna, mentre nell'angolo in basso a destra compare il busto di un altro uomo. Si nota, in particolare, un particolare dinamismo nella scena nonché un tentativo di trasmettere un senso di profondità e di successione di piani.
Secondo Jamison, l'episodio rappresentato è tratto dalla saga di Floovant, o Fioravante. Prendendo come versione di riferimento quella del Libro delle storie di Fioravante, testo toscano che però è decisamente più tardo (XIV secolo), Jamison ritrova in questa scena una riproduzione piuttosto fedele del passaggio in cui egli salva Ulia (corrispondente alla Florote delle fonti più antiche), che era tenuta prigioniera da tre saraceni. Ulia (la donna sulla destra) vide avvicinarsi un cavaliere cristiano, Fioravante, il quale la liberò trafiggendo con la lancia uno dei saraceni, che cadde morto da cavallo (sarebbe il personaggio in basso a destra, da intendersi come morto perché le sue braccia sembrano incrociate); e poi facendo lo stesso con il secondo. Il terzo (che quindi sarebbe l'uomo di fianco a Ulia) fuggì.
È stato suggerito che tale raffigurazione possa rappresentare i pericoli della foresta, con particolare riferimento al ratto delle donzelle durante un viaggio. Per Jamison è essenziale ascriverla alla saga di Fioravante, perché da qui argomenta per ricondurre a tale filone tutti i rilievi della facciata. Tuttavia non vi sono prove della diffusione di tale saga in Italia meridionale nel periodo di costruzione della chiesa. E non ci sono neanche solidi motivi per riferire la scena sotto analisi proprio alla saga di Fioravante: in parte perché il percorso con cui si è generato il Libro delle storie rende poco probabile che essa fosse già presente, quasi identica, nella saga quasi due secoli prima; e inoltre perché il repertorio della chanson de geste offre parecchi altri episodi analoghi. È notevole, in ogni caso, l'osservazione di Jamison che ritrova nell'equipaggiamento del cavaliere e nella bardatura dei destrieri una serie di dettagli che avrebbero costituito la moda proprio della prima metà del XII secolo.
Gandolfo propende a dare alla scena della lunetta sinistra un'interpretazione veterotestamentaria: si tratterebbe delle vicissitudini di Assalonne, figlio del re d'Israele Davide, caratterizzato esteticamente dai lunghi capelli. Egli, dopo aver usurpato il trono paterno, si trovò a combattere le truppe radunate da Davide con a capo il generale Ioab; in seguito a una disfatta fuggì sul suo mulo, ma i suoi capelli si impigliarono in un albero. Nel nostro rilievo, è proprio il dettaglio dei capelli attorcigliati a un ramo ad attirare l'attenzione di Gandolfo. Si tratterebbe del momento in cui Ioab, contravvenendo alle indicazioni dello stesso Davide, approfitta della situazione per uccidere Assalonne trafiggendone il cuore; mentre il mulo di quest'ultimo prosegue oltre, da solo. Secondo lo studioso, dietro e davanti al mulo disarcionato è rappresentato un momento precedente della storia di Assalonne (e sarebbe quindi di nuovo lui, e non una donna, il personaggio più a destra): quello in cui Assalonne, dopo aver ucciso il fratellastro Amnon per punirlo di aver stuprato la sorella, venne ricondotto al palazzo di Davide grazie all'intercessione di Ioab (che compare al suo fianco); ma Davide aveva posto come condizione quella di non essere visto in faccia (sarebbe lui il personaggio in basso a destra, che non ha braccia propriamente incrociate ma potrebbe reggere uno scettro in una mano).
Lo stesso Gandolfo ammette che la scena, se correttamente identificata, è estremamente rara. Lo studioso crede che la sua rappresentazione sia ancora motivata dall'intento di offrire esempi di condotta violenta e non obbediente al padre (Assalonne) o all'autorità (Ioab).

#### Lunetta centrale e protiro

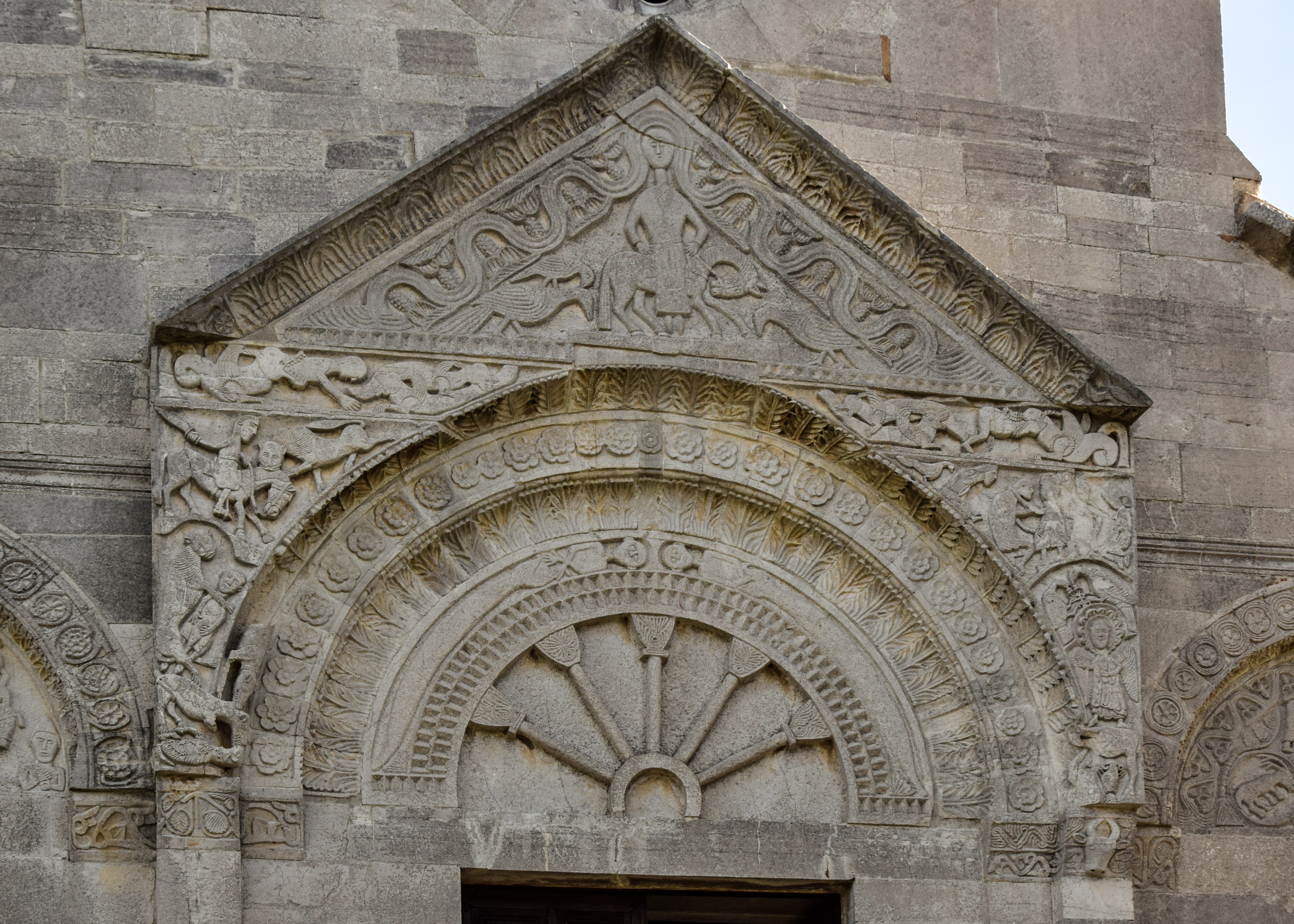
Le figurazioni sopra il portale principale

Nella lunetta sopra il portale principale della chiesa di Santa Maria della Strada viene applicata un'originale scelta decorativa: un arco di cerchio che funge da base per cinque colonne che si diramano a raggiera sormontate dai loro capitelli. Il motivo richiama vistosamente il sovrastante rosone. Un'imponente sequenza di archi concentrici, progressivamente più aggettanti, media la transizione dalla lunetta al frontone dello pseudo-protiro. Prima un motivo geometrico; poi una curiosa immagine di due serpenti che, simmetricamente, hanno ciascuno fra le fauci un uomo morto, e ancora, rosette (stavolta non incluse in cerchi o nastri) e palmette non dissimili da quelle dei capitelli e delle altre lunette.
Il frontone dello pseudo-protiro, il cui cornicione è anch'esso decorato a palmette, poggia su due mensole che a loro volta sporgono dalle lesene attorno al portale. La superficie del frontone risulta divisa in più scene. Gandolfo legge una parte di esse ancora come richiami alla perdizione all'infuori del vivere cristiano; in tale discorso si inseriscono anche i già citati serpenti, dal valore demoniaco, che quindi vanno visti come richiamo alla punizione infernale. Mentre sul pennacchio sinistro del frontone, nello spazio ricavato a fianco delle arcate della lunetta, troviamo, a partire dal basso, la violenza di tre bestie campestri che si azzannano. Poi è un leone con un uomo fra le zampe, immagine non inconsueta che si ricollega a Salmi 21,22 («Salva me ex ore leonis», "Salvami dalla bocca del leone"). E infine, un cavaliere che brandisce la sua spada contro un altro leone che sta attaccando il suo cavallo: anche questa scena trova degli analoghi in Campania (nel duomo di Aversa e, più tardi, nel santuario di Montevergine) e simboleggerebbe lo scontro fra ragione e violenza irrazionale. Violenza che troviamo ancora nel pennacchio di destra, nella scena più in alto: questa, benché rovinata dal tempo, sembrerebbe raffigurare una lotta fra due personaggi, attorniati da altre figure umane e un uccello. Secondo Valente si tratterebbe del primo omicidio (ma anche della prima morte) della storia dell'umanità secondo la Genesi, quello di Abele a opera di Caino.
Al di sotto di tale immagine, troviamo il tema paleocristiano dei pavoni che si abbeverano alla fonte simbolo della grazia divina. Sotto di essi è la figura di un angelo, intriso di riferimenti all'Apocalisse di Giovanni. Il sole alle sue spalle autorizza a identificarlo con l'angelo che sta chiamando gli uccelli a banchettare con le carni dei seguaci di Satana, nel corso del combattimento contro le forze del male. Però gli oggetti che regge danno modo di leggervi anche un altro angelo che, armato delle chiavi dell'Abisso e di catene, è pronto ad legare il Maligno e rinchiuderlo per mille anni. Ancora, il gesto di benedizione nella mano destra può essere appunto un simbolo della sconfitta di Satana; ma può anche richiamare un ulteriore angelo che appare in un momento precedente della narrazione apocalittica: quello disceso dopo l'apertura dei sette sigilli munito del "sigillo del Dio vivente", con il quale saranno contrassegnati i servi di Dio.
Contemporaneamente Gandolfo ritiene, come vuole la tradizione, che tale angelo sia da identificarsi con l'arcangelo guerriero, Michele, perché poggia i piedi su una figura di toro, in riferimento all'episodio che portò alla consacrazione della grotta sul Gargano.

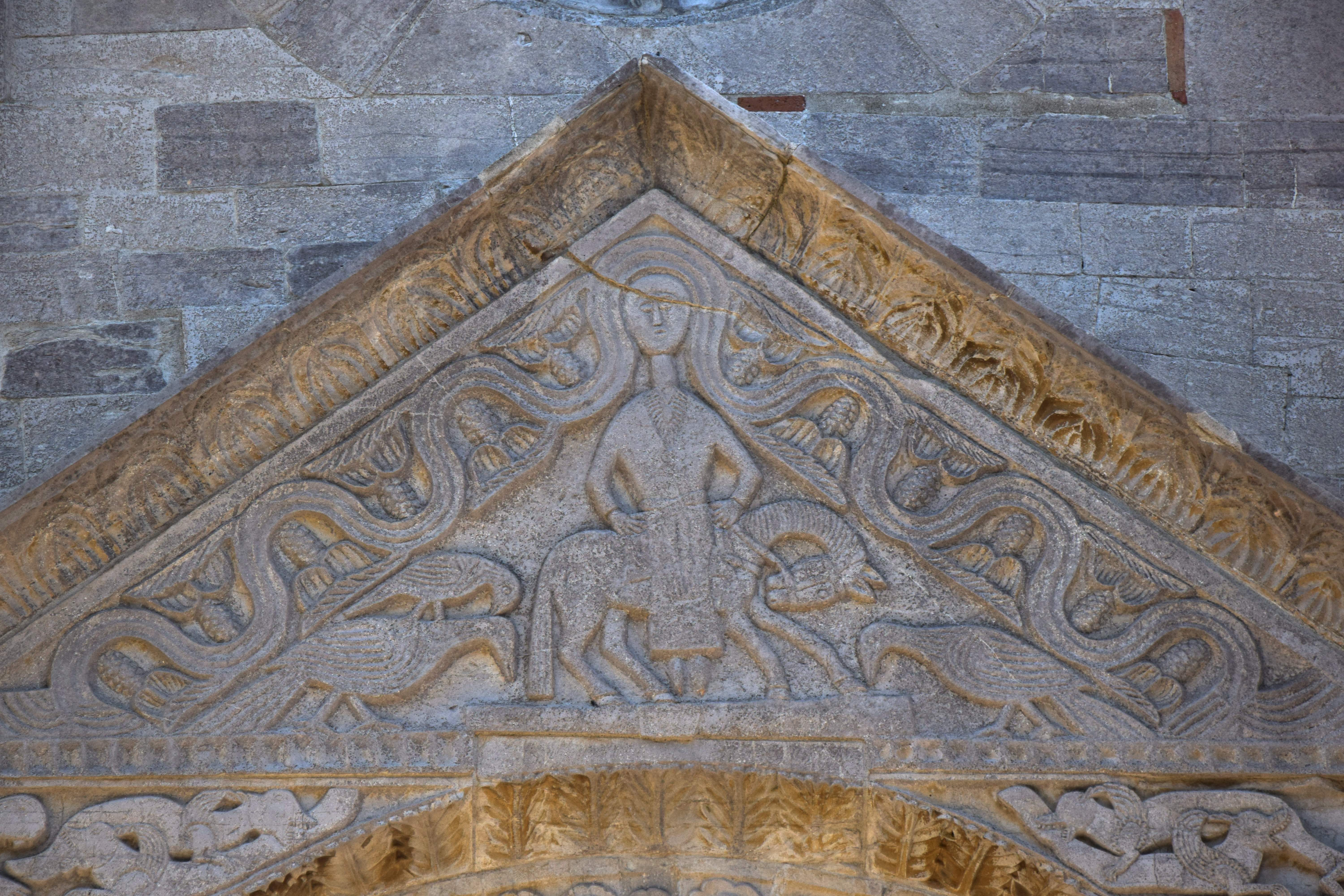
La figura a cavallo

Nel timpano compaiono tre uccelli — due pavoni e forse un corvo — attorno a una figura che cavalca all'amazzone un cavallo visto di profilo. Il sesso di tale figura è ambiguo, soprattutto a causa dell'ampia striscia ondulata e scanalata che percorre i bordi superiori di quest'area, dando spazio a dodici figure di frutti o semi fra le sue volute. Tale striscia, infatti, circonda la testa del personaggio un po' come se fossero dei lunghi capelli, un po' un'aureola. E se la veste lunga, stretta e scollata, e la posa a cavallo fanno propendere per un personaggio femminile — più volte si è pensato alla Vergine Maria, o meglio la Madonna della Strada cui è intitolato l'edificio religioso — sulla testa si scorgono quelli che potrebbero essere dei corti capelli maschili.
Secondo la lettura apocalittica di Gandolfo, gli uccelli sono quelli chiamati dall'angelo a divorare gli uomini perduti, mentre la figura a cavallo è il combattente "Fedele e Veritiero", dal bianco destriero, di Apocalisse 19,11. Figura che rappresenta lo stesso Cristo, qui visto ormai vittorioso sulle forze del male, in procinto di essere giudice delle anime; la sua veste lunga viene giustificata con la somiglianza al Volto Santo di Lucca. Diversa è la lettura di Valente, che ritrova tale personaggio nel cavaliere, già menzionato, del pennacchio sinistro, secondo lui ritratto mentre combatte le forze radunate dal falso profeta. Quindi, il leone e l'uomo che compaiono sotto tale scena sarebbero il falso profeta e le forze in questione, ormai uccise. Mentre la figura nel timpano sarebbe femminile: cavalca lo stesso destriero del Cristo-cavaliere, e si tratterebbe della Gerusalemme celeste, personificata secondo la metafora della sposa dell'Agnus Dei usata nel testo apocalittico: è vestita di lino e ha una gemma al collo, quella cui viene paragonata per il suo splendore. La striscia ondulata non sarebbe solo la sua capigliatura, ma rappresenterebbe il fiume attorno a cui gli alberi della vita danno frutti dodici volte l'anno.
Nella stretta fascia fra il timpano e i pennacchi, interrotta dalla lunetta, viene ricordato il preambolo della vittoria del Cristo, ovvero la sua risurrezione dalla morte. Ma non viene rappresentata direttamente bensì tramite un episodio premonitore, quello del profeta Giona: egli venne inghiottito da un grande pesce (all'estremità destra della fascia) che lo vomitò, vivo (all'estremità sinistra), tre giorni dopo. Anche in questa fascia troviamo, simmetricamente, due lotte fra mostri marini, ancora una volta da ricondurre al tema della violenza irrazionale. In conclusione, secondo Gandolfo, il richiamo all'Apocalisse è la chiusura trionfale di un filo conduttore di tutti i bassorilievi di Santa Maria della Strada: un racconto dei mali e della perdizione del mondo terreno, esemplificati tramite immagini note al fedele, i quali vengono combattuti da Gesù con il suo sacrificio e la sua resurrezione, per poi vincerli definitivamente.
L'episodio di Giona è l'unico del protiro a essere riconosciuto come tale anche nel filone interpretativo che scaturisce da Jamison, magari visto come avviso dei pericoli del viaggio in mare. Per il resto, la studiosa inglese ha tentato di dimostrare che i rilievi della facciata sono tutti riconducibili alla saga di Fioravante, nella versione che sarà cristallizzata nel Libro delle storie. Per questo, identifica la figura nel timpano con la statua equestre di Marco Aurelio, che era nota ai pellegrini medievali come Costantino tramite i Mirabilia Urbis Romae: essa è menzionata nel testo toscano, ed è vestita della sola tunica al pari dell'uomo raffigurato a Matrice. Al timpano viene collegata la scena di zuffa nel pennacchio destro: si tratterebbe di una leggenda sulle origini della statua equestre, secondo cui un pastore notò un re malvagio che assediava Roma ogni notte, sempre sotto lo stesso albero, mentre un gufo o un cuculo segnalava il suo arrivo. Costantino gli diede il suo appoggio nella pericolosa impresa di farlo prigioniero, che ebbe successo: il pastore fu premiato in danaro e venne forgiata la statua a memoria dell'episodio.
Ancora alla saga di Fioravante afferirebbero le figure del pennacchio sinistro, e specificamente alle peripezie di Drugiolina, moglie ripudiata da Fioravante, con i figli Gisberto e Attaviano. Nello specifico, si tratterebbe del momento in cui Attaviano, ancora bambino, viene nutrito dal leone con il sangue che quest'ultimo si fa sgorgare ferendosi; e sopra, del momento in cui, anni dopo, Attaviano è in battaglia contro un re saraceno il quale, già arresosi, chiede pietà: ma Attaviano è determinato a ucciderlo e sarà di nuovo il leone a doverlo fermare, bloccando il cavallo. Il valore positivo del leone non viene riconosciuto da Lejeune e Stiennon che, pur avallando l'origine cavalleresca delle due raffigurazioni, le considerano un avvertimento riguardo alle bestie selvagge nelle quali il pellegrino può imbattersi durante il viaggio.

#### Parte alta della facciata

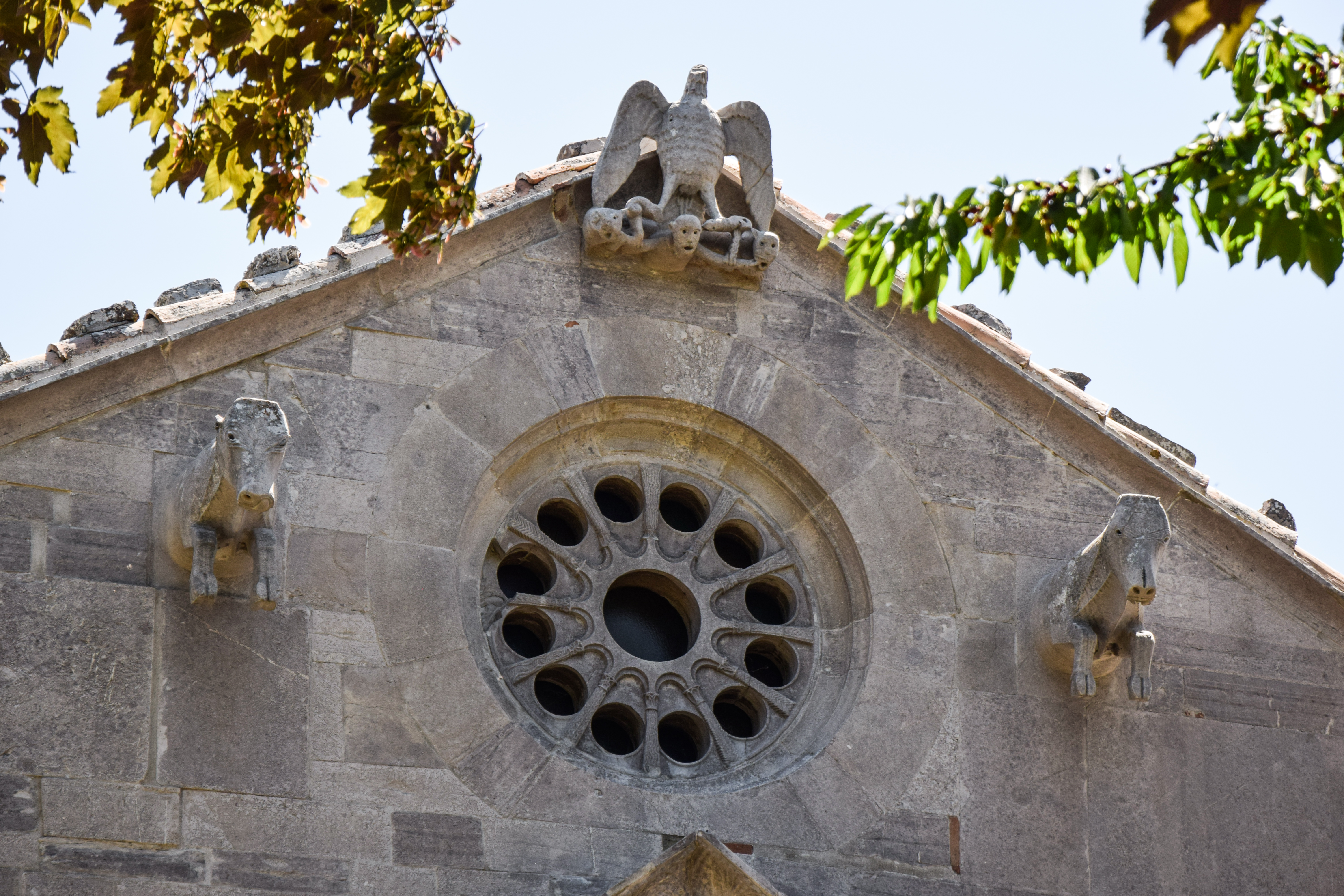
Il rosone, l'aquila e i due buoi

Il rosone segna il centro dello spazio sovrastante la cornice in facciata. Attorno a un grande foro centrale si dirama un motivo decorativo che può leggersi come un colonnato circolare, con dodici colonne che si allargano radialmente verso l'esterno, e culminano all'interno in dodici capitelli che sorreggono una serie di arcate: lo schema differisce parzialmente da quello della lunetta centrale, dove le colonne hanno i capitelli all'estremità esterna, senza accenni di arcate. Negli spazi fra le colonne si aprono dei fori rotondi, più piccoli di quello centrale: potrebbero stare a rappresentare i dodici Apostoli, mentre quello centrale indicherebbe il Cristo. Oppure, secondo Valente, potrebbe essere una rappresentazione schematica delle dodici porte della Gerusalemme celeste, viste dal basso verso l'alto, sovrastate dalla luce divina. Invece Lejeune e Stiennon hanno suggerito che la conformazione tanto del rosone, quanto della lunetta del portale li fa assomigliare a ruote di carro, in riferimento alla tematica del viaggio che secondo loro pervade il programma decorativo della chiesa.
I due buoi che emergono per metà corpo ai fianchi del rosone, e l'aquila (monca della testa) innalzata sulla cima degli spioventi, hanno una resa plastica del tutto diversa da quella dei bassorilievi finora esaminati: la resa sostanzialmente piatta è abbandonata a favore di una spiccata tridimensionalità. Se è vero che questa porzione è stata realizzata con uno scarto di tempi rispetto al resto della facciata, sia pure abbastanza breve, è probabile che vi abbiano lavorato maestranze diverse: e per queste sculture risulta effettivamente possibile un paragone con i lavori di Ruggero, Roberto e Nicodemo, anche se non dirimente. I buoi, in particolare, ricordano quello dell'ambone della chiesa di Santa Maria del Lago a Moscufo, in particolare per le loro zampe protese in avanti, per quanto siano modellati più schematicamente.
È abbastanza chiaro il senso dell'aquila perché segno di vittoria del Cristo, qui rafforzato tramite le creature mostruose, molto danneggiate, prigioniere fra gli artigli del rapace. Invece è meno ovvio il significato delle due protomi bovine, sul quale prova ad argomentare Gandolfo: la presenza di buoi binati, in rapporto con il rosone che dando luce alla chiesa è un simbolo di manifestazione divina, si riscontra in più chiese romaniche dell'Appennino centrale. I buoi erano celebrati nel medioevo, specie nel mondo contadino (che secondo lo studioso è il principale destinatario del programma figurativo di Santa Maria della Strada), per la loro mansuetudine, la fedeltà e l'operosità. Sarebbero quindi un segno benaugurale, magari anch'esso da riconnettersi al tema moralistico che Gandolfo indica come leitmotiv dell'apparato decorativo esterno.

### Monumento sepolcrale

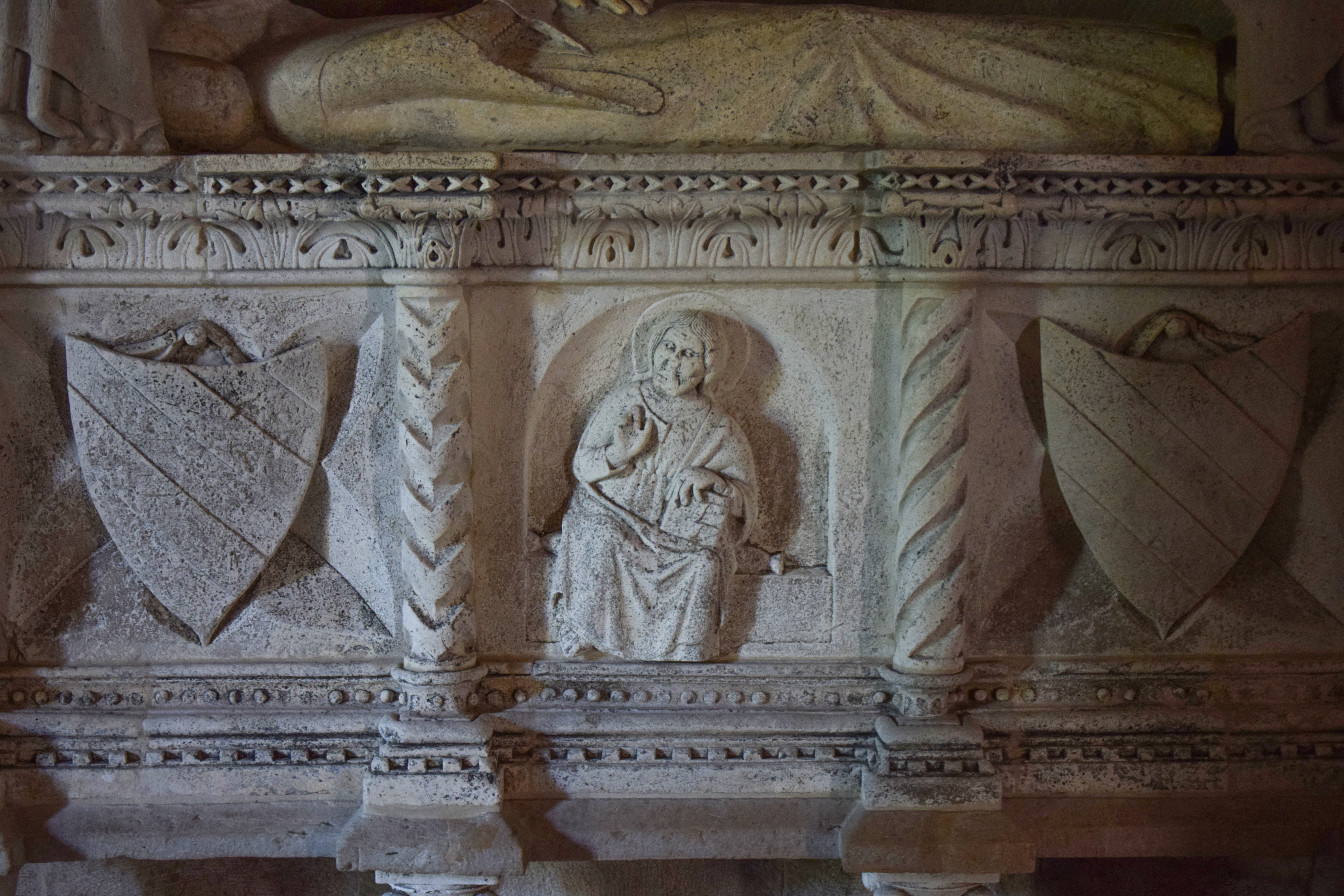
Dettaglio del sepolcro: stemma dei d'Aquino e Cristo Salvatore

Le difficoltà interpretative riguardanti la chiesa di Santa Maria della Strada non risparmiano il destinatario del monumento sepolcrale, riferibile al XIV secolo, che si trova all'interno, appoggiato lungo la parete sinistra. Le sembianze del defunto, come rappresentato nel monumento stesso, hanno lasciato in dubbio anche se si trattasse di un giovane uomo o di una donna. La questione sembra essere stata risolta da Jamison, che ha identificato come stemma della famiglia d'Aquino quello scolpito sul manufatto. Nello specifico, il sepolcro sarebbe stato destinato a Berardo d'Aquino, morto nel 1345, che era legato alla famiglia Lupara da una catena di parentele e matrimoni e possedeva feudi nelle vicinanze di Matrice. Tuttavia nell'arca si trovano i resti dei corpi di tre persone diverse, e non ci sono tracce che consentano di identificare le altre due.
Il monumento è ricollegabile alle tombe con baldacchino che la scuola di Tino di Camaino realizzò per la stessa famiglia, nella seconda metà del XIV secolo, nella basilica di San Domenico Maggiore a Napoli. Scolpito in travertino e ampio circa 2 m, si articola in quattro livelli: quello che poggia a terra consiste di quattro colonnine in fila, con capitello, che sorreggono il sarcofago. Le più esterne, che poggiavano su leoni stilofori, sono state trafugate, e poi sostituite con pezzi non decorati.
Il secondo livello coincide con il sarcofago. La sua superficie frontale viene tripartita da quattro colonne, corrispondenti a quelle sottostanti e scanalate in modi diversi. Nel mezzo è rappresentato il Cristo Salvatore, con lo sguardo volto al defunto, la mano sinistra sul libro e la destra in atto benedicente. Ai due lati è ripetuto lo stemma dei d'Aquino, come già menzionato. Anche i due lati corti sono ornati a bassorilievo. Il fregio superiore del sarcofago è un motivo vegetale, nel quale si integrano i capitelli delle colonnine.
Al terzo livello, troviamo due angeli che aprono delle cortine per consentire allo spettatore di vedere l'immagine del defunto, scolpita ad altorilievo sul coperchio del sarcofago. Questi è ritratto forse all'altezza naturale (1,58 m), con le mani poggiate sull'addome. Ha la testa circondata da un cappuccio che prosegue fin sotto le spalle come una cocolla. Indossa un manto, con sotto un vestito più aderente, dei lunghi guanti e delle scarpe a punta.
Sopra questo livello è un ripiano, sulla cui fascia esterna doveva correre l'iscrizione dedicatoria: ma furono scolpite solo le lettere "HOC". Infine, su di esso si innalza il baldacchino: vi si ergono due colonne con leoni stilofori, nell'atto di afferrare un agnello con gli artigli. Sopra tali colonne poggiano due mensole infisse nel muro, sulle quali si regge il coronamento. Quest'ultimo è costituito da un arco acuto trilobato, il cui estradosso assume una forma a ghimberga orlata con schematici gattoni, con due pinnacoli laterali; sulla sua superficie è scolpito l'Agnus Dei.

#### Il frammento di ambone
Nello spazio del baldacchino è inserita una scultura in stucco, raffigurante la figura di un'aquila sopra quella dell'arcangelo Michele, e recante evidenti tracce di colore. L'aquila, dall'aria fiera e muscolare, con le ali geometricamente spiegate, è da leggersi come simbolo dell'evangelista Giovanni: poggia le sue zampe su un libro aperto, sul quale si legge «More volans aquile verbo petit astra Johannes» ("Volando a guisa d'aquila, con la sua parola Giovanni toccò il cielo", dal Carmen Paschale di Sedulio). Sotto il libro, l'arcangelo Michele è rappresentato ad altorilievo in posa ieratica, mentre con la mano destra conficca la sua lancia nelle fauci del drago, posto ai suoi piedi; e con la sinistra fa un gesto benedicente. L'arcangelo, dai lunghi capelli biondi, indossa una veste verde ricamata attorno al collo, e sopra di essa un drappo scioltamente appoggiato.
Il blocco è frammentato ai bordi, specie in corrispondenza delle ali dell'arcangelo, ed è molto probabilmente un pezzo riutilizzato di un ambone più antico, con il collo dell'aquila a reggere il leggio. È l'opera nella chiesa che più intensamente richiama l'opera dei maestri abruzzesi Ruggero, Roberto e Nicodemo: e soprattutto, ha evidenti analogie con il già citato ambone di Moscufo (dove i leggii sono due, retti ciascuno dai simboli di due evangelisti).

### Fontana di Roberto Avalerio
Una bassa colonna di pietra, cava all'interno, serviva come fontana, alimentata dalle acque di una vicina sorgente. Attualmente è posta all'ingresso della breve scalinata d'ingresso al sagrato della chiesa, ma ai tempi dell'Orsini doveva trovarsi sulla destra della facciata. Il manufatto è piuttosto rovinato dal tempo ma anche dalla scanalatura scavata per rimettere l'opera in funzione.
Ha attratto interesse soprattutto a causa dell'iscrizione che reca, anch'essa rovinata e dalla lettura parzialmente incerta, ma che recita pressappoco «Valerii domini Roberti tempore rexit ut sitiens bibat hoc claro de fonte quod exit» ("Si eresse al tempo del signore Roberto [A]valerio, cosicché l'assetato beva ciò che sgorga da una limpida sorgente"), attestando quindi un legame fra il signore di Matrice negli anni centrali del XII secolo e il complesso di Santa Maria della Strada.
La fascia più alta è istoriata. Nelle teste di due buoi, diametralmente opposte, sono inserite le cannelle da cui sgorgava l'acqua. Il resto dello spazio mostra altre figure animali quali due leoni, un toro, forse una scena di caccia. Jamison vi identificò anche un cavaliere sceso da cavallo, simile a quelli scolpiti sulla facciata della chiesa e dotato di uno scudo come quello che, nella lunetta sinistra, rappresenta Fioravante o Ioab.

### Altre opere d'arte

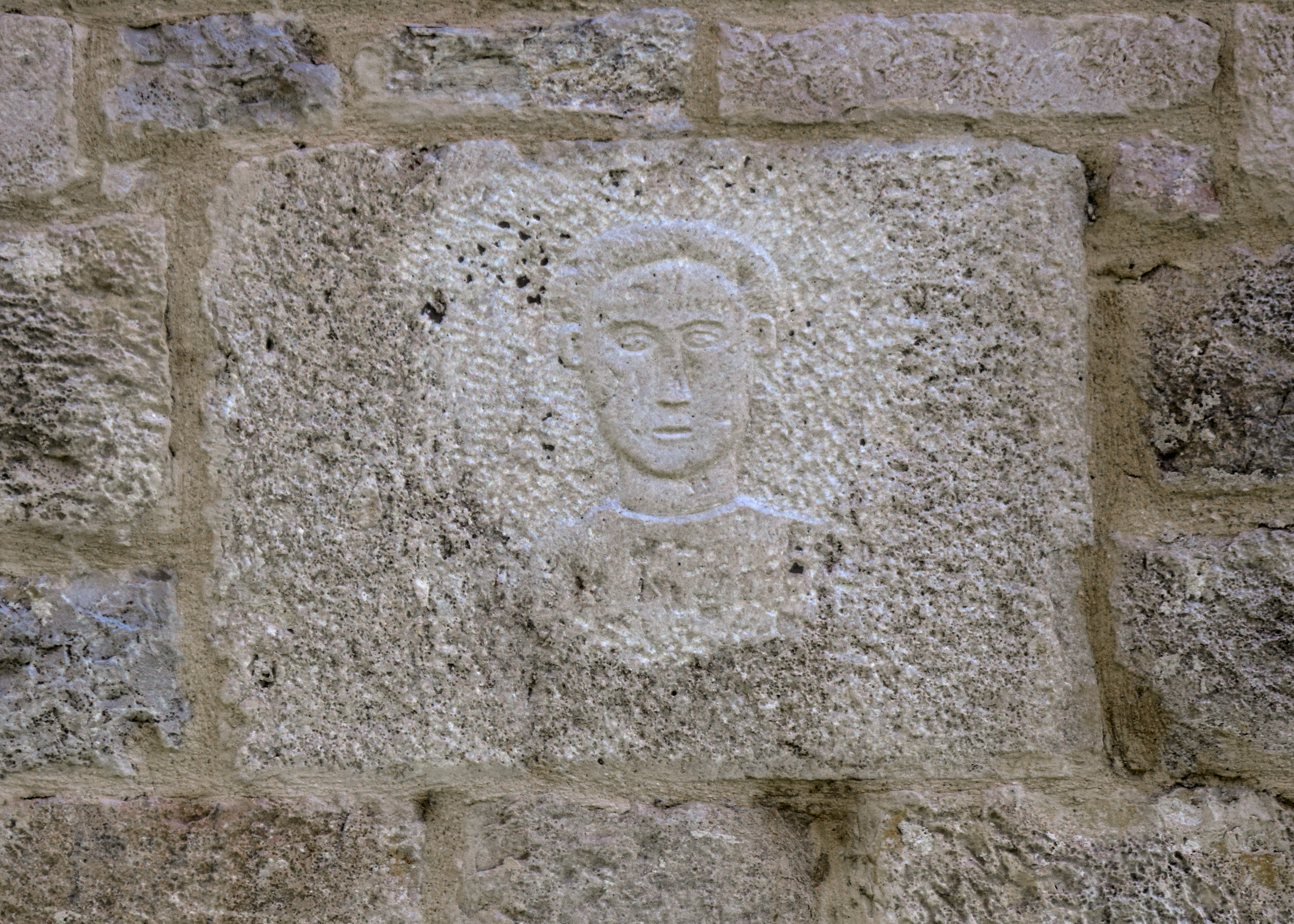
Faccia scolpita sul campanile

All'interno della chiesa è da segnalarsi anche l'acquasantiera del XV secolo: sul suo fusto si avvolge a spirale un ramo di vite, e compare lo stemma della famiglia Monforte, con tutta probabilità in riferimento a Cola di Monforte, conte di Campobasso. Jamison suggerisce che la datazione esatta sia il 1463, provando a correggere una lettura erronea sull'acquasantiera stessa, e che il manufatto sia stato donato per contribuire al ripristino dopo il terremoto del 1456 (attività che vedeva il Monforte fortemente impegnato nell'attuale capoluogo molisano). Valente, notando che la base dell'acquasantiera reca delle mezzelune decorate con una conchiglia, le interpreta come un richiamo a un cappello da pellegrino con delle conchiglie di Santiago, e quindi un riferimento al pellegrinaggio compiuto da Cola di Monforte, che però avvenne qualche anno più tardi e in una situazione estremamente turbolenta.
Sono da menzionare, inoltre, alcuni arredi sacri non più presenti nella chiesa. Uno di essi è una statua in marmo della Madonna con il Bambino, una volta appoggiata sul monumento funerario accanto al frammento di ambone: attestata nelle descrizioni di fine XIX secolo-inizio XX secolo, nel 1938 venne condotta all'Aquila per un restauro; se ne persero le tracce ma nel 2011, con l'apertura del museo nazionale di Castello Pandone a Venafro, entrò a far parte della sua collezione. La statua è mutila e spezzata in più punti: la Madonna è sfregiata in volto e al Bambino mancano testa e parti delle braccia. L'opera, celebrata per la sua raffinatezza, è da ascriversi a un artista napoletano, e fu realizzata attorno al 1340. È poco solida l'ipotesi, avanzata in passato, di una sua collocazione originaria in cima al baldacchino del monumento funerario trecentesco.
Vi sono poi due sculture lignee rubate nel 1980, assieme ai leoni stilofori del suddetto monumento. Una è il crocifisso che era appeso lungo la parete sinistra: recuperato nel 2009, si trova ora nella sede comunale di Matrice. Databile alla metà del XIV secolo, mostra in volto, specie nella bocca socchiusa, una sofferenza intensa ma composta; il ventre e le gambe sono rigonfie, la chioma e le costole cascanti. Durante gli anni della dispersione è stato restaurato: è stata rimossa quasi interamente la colorazione, e sono state riattaccate le braccia che i ladri avevano spezzato per poterlo trasportare. Anche per questo manufatto è ipotizzabile un'origine napoletana.
L'altra opera lignea, non più ritrovata, è la Madonna con il Bambino che fungeva da principale oggetto di culto nella chiesa, opera di scultura gotica di derivazione francese, databile fra la fine del XIII secolo e l'inizio del XIV. Il manufatto è uno dei più pregevoli del periodo in Molise, e attrae per la delicatezza che appare tanto nel panneggio della Madonna, quanto nel suo dolce sorriso e nelle movenze del Bambino.
Infine, possono essere annoverati altri dettagli scultorei:
- i peducci sovrastanti le colonne ai fianchi dell'altare (ora eliminati insieme al resto della volta a crociera), recanti rispettivamente una figura di toro e, per motivi non chiari, un prete vestito secondo il rito bizantino[105];
- una protome di ariete, inserita di fianco all'ingresso dell'edificio abbaziale come perno per legarvi la cavezza delle bestie da soma[106];
- la testa di una figura maschile, delineata su un blocco lapideo del campanile[107].

## Folclore

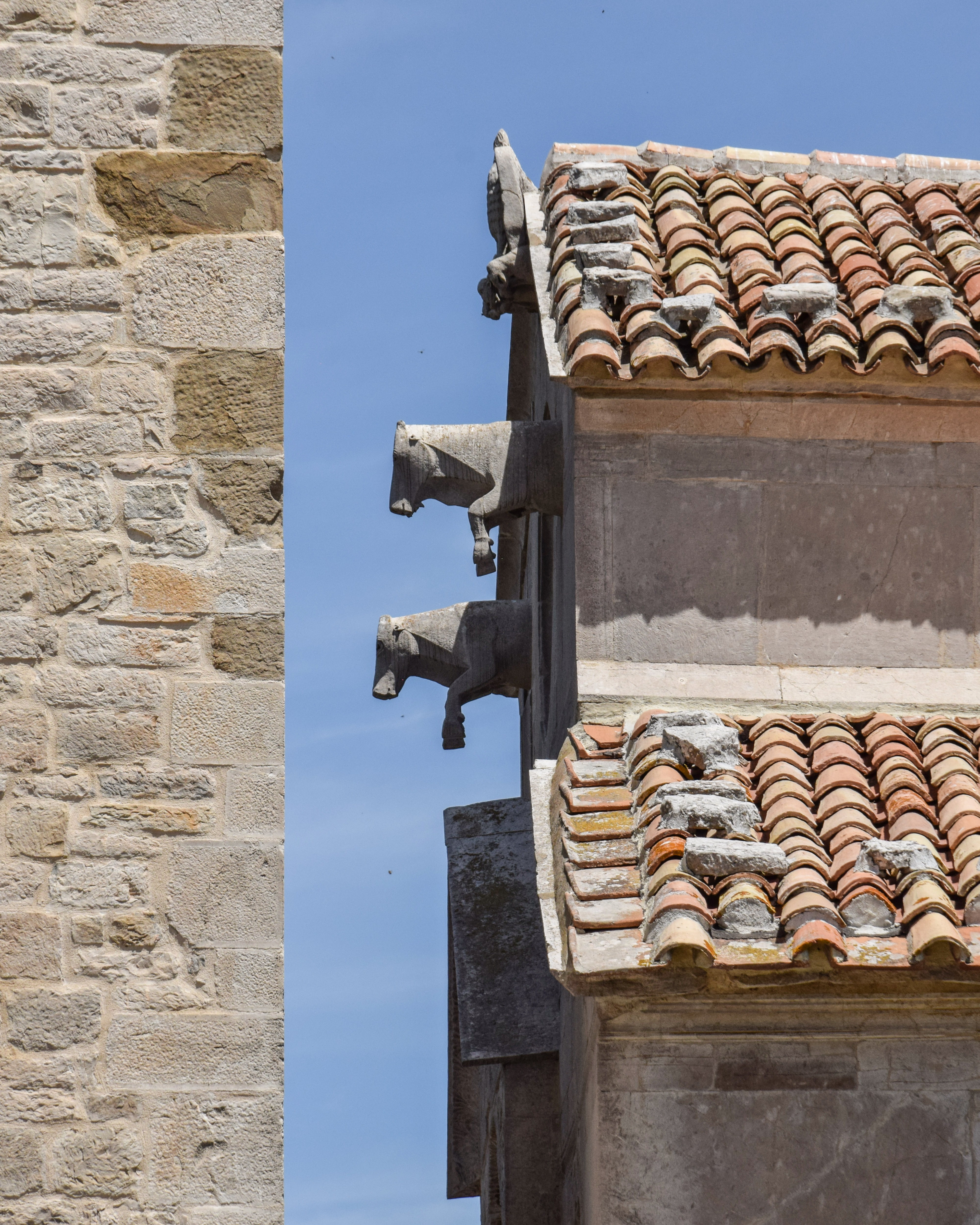
I due buoi emergenti dalla facciata

L'abbondanza di buoi scolpiti a Santa Maria della Strada, ma anche in altre chiese molisane, ha stimolato la diffusione di una leggenda, la cui prima attestazione scritta è a opera di Francesco De Sanctis, arciprete di Ferrazzano, nel 1699. La leggenda vuole che un re, di nome Bove, fosse innamorato di una congiunta (la sorella o, in altre versioni, la figlia) e implorò il papa di concedergli una dispensa per sposarla. Il papa, riluttante, infine acconsentì, a patto che il re costruisse cento chiese in una notte (secondo alcune versioni sono rimaste solo sette chiese di quelle cento; secondo altre erano sette fin dall'inizio). Spaventato dall'impossibilità del compito, il re si risolse a chiedere aiuto al Diavolo per riuscirci; ed egli acconsentì, a patto che il re gli concedesse la sua anima.
Quella notte, il re Bove inserì in tutte le chiese che costruiva una pietra scolpita a ricordo del suo nome. Quando ormai l'opera era quasi conclusa e si stava costruendo l'ultima chiesa, quella di Santa Maria della Strada, secondo alcune versioni spuntò l'alba, e il re morì per il dolore di aver fallito nell'impresa; secondo altre, egli si rese conto dell'errore che stava commettendo e si tirò indietro dal patto con il Diavolo; questi, irato, scagliò in terra un masso, il quale è visibile ai margini del sagrato ed è noto come "masso del diavolo". Il re Bove, secondo la leggenda, sarebbe anche il defunto che riposa nel monumento funerario nella chiesa.
Alcune varianti del racconto riportano un passaggio in cui il tormento di re Bove per il suo amore incestuoso risuonava attraverso i boschi e i campi, terrorizzando uomini e animali. In effetti anche Vincenzo Gasdia, nel concludere la sua pubblicazione su Santa Maria della Strada nel 1926, riferì di aver incontrato una giovane contadina che guardava con timore la supposta tomba del re Bove, e gli aveva raccontato che ogni notte di Natale questi si aggirava fra le campagne, ululando come un lupo mannaro.